# 清朝历史
清朝歷史，若从1616年清太祖努尔哈赤称汗并建立后金开始，到1912年宣统帝退位结束，则历经十二帝，有296年的历史；如果从皇太极1636年称帝并改国号“大清”开始，有276年的历史；若从1644年清军入关、定鼎中原开始，清朝有268年的历史。

## 簡介
明朝末期，遼東羈縻衛所建州女真首领爱新觉罗·努尔哈赤统一了女真诸部，在東北赫图阿拉建國稱汗，國號大金（即后金），舉兵反明，以外番身份將明朝視為南朝。1626年，努尔哈赤之子皇太极继承汗位，1636年皇太極在盛京称帝，改國號為大清。从此大清成为与大明并立的政权，并将入关作为目标。
1644年清军入关，顺治帝定都北京，从此清朝成为全国的统治者并陸續擊敗各反清政權。1662年，康熙帝玄燁登基。康熙于1682年平定了「三藩之乱」。1683年攻取被郑氏控制的地區。后来打败了入侵黑龍江流域的俄国軍隊，1689年與俄国簽訂《尼布楚條約》从此確立了清朝与俄国在東北的疆界，奠定了中国版图。后三征噶爾丹并且創立了多倫會盟巩固了蒙古的稳定，并且協助西藏的達賴七世入藏，加强了对西藏的控制。经济方面，鼓励开荒，减少农民赋税，实行“永不加赋”，促进了农业的发展。雍正帝在位时期，平定了青海罗卜藏丹津叛乱并设立了军机处。1727年设置驻藏大臣以管辖西藏事务。并推行改土归流，废除土司；将喀尔喀蒙古并入清朝；1727年与俄国签订《恰克图条约》。乾隆帝时期，平定了大小和卓叛乱，1771年控制厄鲁特蒙古的土尔扈特部，康雍乾时期，经济迅速发展，国力强盛；并且满蒙、满回联系得到加强，稳固了清朝统治。大清帝国达到了全盛时期，史称「康乾盛世」。
1796年，嘉庆帝即位，他执政的二十五年间，统治上较无作为，并爆发了大规模的白莲教、天理教叛亂，清朝出现了统治危机。1821年，道光帝即位。由於貿易逆差過大，英国商人開始向清朝大量出售鸦片，使清朝白银大量外流，1839年，道光帝决心禁烟，任命林则徐为钦差大臣赴廣東主持禁烟。6月林则徐在虎门海滩当众销烟是為「虎門硝煙」1840年英国对清朝宣战，鸦片战争爆发。至1841年清朝战败，1842年清朝与英国签定了《南京条约》。
1851年，咸丰帝即位，同年在廣西发生了太平天国之亂，太平天国佔據南京並改稱天京。1864年曾国藩的湘军攻陷天京，太平天国之亂結束。英法因修約問題于1856年对清朝宣战，即「英法联军之役」。1860年英法联军直逼北京，咸丰帝逃往热河。英法联军攻占北京并焚毁圆明园。后清朝與各国签定了《天津条约》、《北京条约》。
1861年同治帝即位，慈禧太后在恭亲王奕䜣的帮助下「垂帘听政」。洋务派官员曾国藩、李鸿章、左宗棠、张之洞等认识到清朝的新变局，主张“自强、求富”，兴起了旨在推动王朝中兴的洋务运动。1868年清朝平定了多年的捻乱。左宗棠收复新疆。
光绪年间中国经历了不少天灾，如1875年丁戊奇荒和1887年黄河决口，不仅造成了数千万人死亡，对晚清历史造成了深远影响。
1894年清朝与日本爆发了甲午战争，清朝战败，与日本签订《马关条约》，割让福建臺灣省。由于甲午战败，1898年光绪帝接受康有为、梁启超的主张，宣布变法维新。但这次变法只持续一百零三天，后世称之为“百日维新”。戊戌变法失败后，清朝北方爆发了义和团之亂，1900年以英、美、法、俄、日、德、義、奥组成八國聯軍，并攻占北京，慈禧太后与光绪帝逃往西安。1901年，清朝与十一國签定了《辛丑条约》。
清廷日益腐败，致使革命黨在各地组织反清团体，主张武力推翻清朝。其中，孫文早在1894年就在檀香山成立「兴中会」，开始了「驱除鞑虏、恢复中华、建立民国、平均地权」的革命。1905年，孙文與革命黨人成立中国同盟会。1911年，武昌起义爆发，仅仅两月，全国十八个省宣布独立并支持革命，清朝的统治瓦解。1912年1月1日，中華民國臨時政府在南京宣告成立。2月12日，宣统帝退位，清朝灭亡。

## 后金时期

### 女真起源
建州女真原居于牡丹江与松花江汇流地方，源於辽金時代生女真完顏部的附屬五國部，在元代形成遼陽行省的五個女真萬戶府。元末動蕩中，五萬戶中的殘存的胡里改部、斡朵里部的部族族民，分別由兩部酋长阿哈出及猛哥帖木儿率眾，接受明朝招撫逐漸開始南遷歸附。
明朝时期，女真分为建州女真、海西女真、野人女真三部分。明成祖时在东北设立奴儿干都司作为管理机构，女真各部皆臣属于明朝。1403年明朝依據原渤海建州的地名稱呼為建州女真，並設置了地方軍事行政機構，冊封阿哈出為建州都（賜名李承善）為指揮使，猛哥帖木兒為建州衛左都督。其後1416年又建立建州左衛，以孟特穆為指揮使，賜姓童。建州衛早期歸屬奴兒干都司，奴兒干都司廢除後改屬遼東都司。
明中期，建州女真首领猛哥帖木儿（清肇祖）时为明朝建州卫左都督。1433年因部族冲突被野人女真所害，後又于婆豬江戰鬥中為朝鮮攻擊搶奪地盤，其部族几经迁徙，蒙受磨难，明朝將其定居赫圖阿拉（今辽宁新賓），併入建州衛內。1442年，明朝自建州左衛分立出右衛，以凡察領導右衛、董山領導左衛，形成建州三衛。三衛皆為羁縻衛所，領袖經明朝認可後可以世襲。
努爾哈赤出生時，三衛因為女真各部的敵對而分崩離析，大小部族间為了掠奪土地、牲畜和奴隸，互相殘殺。这对努尔哈赤的一生产生了巨大影响。

### 统一女真諸部
在当时的东北地区，最主要的军事力量是辽东总兵李成梁的部队。明朝建州右卫指挥使王杲（努尔哈赤的外祖父）于万历二年（1574年）叛明被李成梁诛杀。王杲的儿子阿台章京得以逃脱，回到古勒寨（今新宾上夹河镇古楼村）。阿台之妻是觉昌安的孙女。明万历十一年（1583年），李成梁攻打古勒寨。觉昌安、塔克世进城去劝降，因战事紧急被围在寨内。建州女真苏克素浒河部图伦城的城主尼堪外兰在李成梁的指挥下诱阿台开城，攻破古勒寨之后屠城，觉昌安、塔克世也未能幸免，家中只剩努尔哈赤一人幸存。
1583年，爱新觉罗·努尔哈赤袭封为建州左卫指挥使，以祖、父遗甲十三副，五月，努尔哈赤对图伦城发起了袭击。由于受到他人挑唆，仅常书、扬书兄弟依约前。但攻至图伦城时，发现尼堪外兰早已携家属逃至甲板（嘉班），努尔哈赤得胜而归。此役为努尔哈赤人生中之首战。
万历十五年（1587年）九月，在统一建州女真的过程中，努尔哈赤在呼兰哈达与嘉哈河（二道河）、硕里加河（首里口河）之间的天然地势之处建造了费阿拉山城。相继兼并了建州女真，征服海西女真的辉发、乌拉、哈达、叶赫诸部，并且统一了北方强大的野人女真。统一了女真各部。
萬曆二十三年（1595年）明朝授予努爾哈赤龍虎將軍的稱號，隨著建州女真勢力日盛，1603年努爾哈赤在赫圖阿拉築城兩年後致遼撫趙楫、總兵李成梁的呈文中說：“我奴兒哈赤收管我建州國之人，看守朝廷九百五十余里邊疆”，以朝廷守疆名義索要更高權利，地位仍與過去相同，聲勢則已不同以往。之後，他按军事组织形式，把女真人编制起来，在贵族控制下进行战争和生产活动，由此形成了八旗制度，八旗制度大大提高了女真的生产力和战斗力。

### 建立后金
努爾哈赤建立八旗制度又兼併周邊諸部，於明万历四十四年（1616年），在赫图阿拉称汗，国号金，史称后金，建元天命。发布“七大恨”和讨明檄文，檄文中儼然以“北朝”自居。誓师讨伐明朝，大明举国震惊。1619年，明朝辽东经略杨镐统帅四十七万大军，李如柏、刘挺等大将协助攻打努尔哈赤，结果在萨尔浒之战中惨败。后来经过辽沈大捷，使明朝几年间丧失辽东七十余城。1621年，努尔哈赤攻占辽阳、沈阳，迁都于辽阳。1625春，努尔哈赤综合了沈阳的历史与地理、社会与自然、政治与军事后决定迁都沈阳，从此沈阳第一次成为都城。1626年68岁的努尔哈赤在宁远战役中被明军将领袁崇焕的西洋大炮打成重伤，不久后逝世。

### 天聪改制
努尔哈赤死后，其第八子皇太极继位为大汗。针对努尔哈赤晚年的错误开始进行改革，并且笼络蒙古，不断壮大国力。在努尔哈赤统治时期，后金曾经出台过对辖内汉民的诸多苛政，导致汉人的生存空间被缩小，大部分人被编入满洲人庄园成为农奴。许多汉人不堪忍受而出逃，但一旦被抓回会被处决。即便汉官也非自由之身，他们从属于满洲大臣，家产不能受自己支配，身故之后甚至妻子还要归入贝勒家为奴。这些都导致天命后期满汉间矛盾激化，常有汉人用投毒、暗杀等方式进行反抗，对后金社会的稳定造成了威胁。
皇太极继位后，即着手改变以上这些问题。他采取汉人壮丁与满洲人分屯居住、攻陷城池时不杀降民、为降人编独立户籍、放宽对逃人的惩治等等举措，使得后金内部满汉矛盾得到有效缓解。皇太极将分离于满洲八旗之外的汉人独立创建为汉军八旗这一重炮兵部队，使得旗下汉人充分地发挥出了自身的优势、增强了八旗军的战斗力。此外，皇太极还重用汉官，赐以田宅等私有财产，以优礼对待。于是，开始有汉官如范文程、洪承畴等进入决策层，对后金以及之后的清朝政治、经济、军事等诸多方面产生影响。
皇太极效仿明朝政治制度，对后金的政权架构进行了改革。他分别设立了内三院（内国史院、内秘书院、内弘文院）、六部（吏、户、礼、兵、刑、工）、两衙门（都察院、理藩院），基本上完善了后金的政治体制。皇太极还吸收了明朝的科举制度。努尔哈赤在位时曾经对后金辖内的明朝生员中所谓“通明者”全部处死，仅有300人得免，却沦为旗下奴仆。皇太极继位后，对这些人进行考试，有200人得中，他们均被豁免奴籍，恢复了自由身，并得到嘉奖。此后，皇太极再度开科取士，又取中228人。
努尔哈赤创制八旗的本意是一旗一主、八家旗主共治天下，大汗这一位置由八家推举旗主之一出任，亦可将其罢免。皇太极继位初期虽然由四大贝勒共同执政、四小贝勒议政，但在除去二贝勒阿敏、三贝勒莽古尔泰，逼退大贝勒代善的一系列政治斗争中，皇太极取得了正黄旗、鑲黃旗和正蓝旗的实际支配权，已然打破了八旗权力平衡。出席八旗会议时，皇太极已不再是某一旗旗主之身份，而是作为最终决策者拍板定夺。这一系列举措对强化汗权产生了影响，也为清朝入主中原后皇帝彻底完成中央集权制打下基础。

### 征服漠南蒙古
从17世纪初开始后金即与漠南蒙古（即今内蒙古）察哈尔部发生一些小规模军事冲突。不过直到此时，由于之前后金的羽翼实力尚未丰满，努尔哈赤不敢同时与明朝和漠南蒙古进行两线作战。萨尔浒战役大获全胜后，后金继续攻击明朝驻守的铁岭，大伤元气的明朝此时不得不向末代蒙古大汗林丹汗求援，并给予蒙古以经济方面的好处。于是林丹汗急派内喀尔喀五部、科尔沁部率军万余人驰援明军，当蒙古援军抵达铁岭时，后金军已经攻陷铁岭，在数量占优且士气高涨的后金军的攻击下，蒙古军战败。铁岭、沈阳之战的失利使林丹汗的势力退回到漠南蒙古境内。
皇太极即位后，决定在南下入关之前解决蒙古这个后背隐患，以避免重蹈金朝的覆辙。为消弱林丹汗的势力，皇太极对蒙古各部采取联姻、劝诱、征讨一系列软硬兼施的策略。而且由于林丹汗后期在西藏红教喇嘛沙尔巴呼图克图的影响下皈依红教，引起信奉黄教的蒙古众多部的不满，使得这些部落开始疏远林丹汗。同时，在后金军的优势武力打击下，漠南蒙古各部逐渐瓦解。林丹汗虽组织力量抵抗，但其下属已逐渐离心离德，纷纷向后金投降。3月皇太极决定亲自对林丹汗进行最后一次决定性的征讨战。在后金大军压境之下，林丹汗撤退到漠北蒙古喀尔喀部，然而喀尔喀部不愿接纳他。在皇太极的追击之下，林丹汗只得西逃，在此期间部下不断为皇太极的追兵所收拢。至1634年，林丹汗逃至大草滩（今甘肃境内）一带安营扎寨，但在此因病去世。林丹汗去世后，其势力加速走向崩溃。第二年（1635年），林丹汗之子额哲归降皇太极，并献上据说是当年元顺帝离开中原时带走的传国玉玺。漠南蒙古遂被并入后金版图。

## 建立大清

### 改号称帝
1635年，皇太极打败林丹汗，取得了传国玉玺。漠南蒙古各部向后金臣服，为其上尊号博格达汗。崇德元年四月十一乙酉日（1636年5月15日），皇太极改国号为“大清”，改元崇德，皇太极是大清帝国的实际建立者和开国皇帝。

### 征服朝鲜
1627年，清太宗皇太极派遣努尔哈赤的侄子阿敏带领3万后金部队侵入了朝鲜，史称“丁卯胡乱”。双方最后议和订立“兄弟国的盟约”。朝鲜停止使用明朝天启年号并遣王子李觉赴后金为人质。后金、朝鲜互不侵犯对方的领土。由于受到儒家思想的影响下，朝鲜大臣认为明朝助朝鲜击退倭寇，朝鲜理当与明朝交好抗击后金。因此朝鲜拒绝废除明朝年号，并依旧保持与明朝的关系。1636年四月，皇太极称帝，改国号为大清。当时朝鲜的春信使罗德宪、回答使李廓正在盛京参加登基大典。二人坚决拒绝向皇太极行三跪九叩之礼，这使皇太极非常愤怒。这最终导致1636年腊月初二日，派济尔哈朗守盛京（今沈阳），阿济格、阿巴泰守辽河入海口以遏明军，皇太极亲自率领清军十二万入侵朝鲜。仁祖得知清军攻打的消息，派人将宫眷、神主、王族迁往江华岛，自己则退往南汉山城。崇德二年（1637年）正月初一，皇太极趁江面结冰之际渡江攻汉阳，沈器远弃城退驻光陵。此时多铎部也已攻破平壤，与皇太极会师。一月三十日仁祖与王世子李溰率侍从五十余人，穿青衣亲自出城。朝鲜仁祖出城时，英俄尔岱和马福塔已率军在城外迎接。仁祖随清军来到三田渡，向皇太极行三跪九叩之礼。史称“丁丑下城”。迫使朝鲜成为清朝的第一藩属国，史称“丙子胡乱”。此后朝鲜的国王均受到清朝皇帝的册封，奉行清朝年号。

### 攻打明朝
1627年，皇太极亲自率领大军进行宁锦之战，但是再次大败。1635年，皇太极派睿亲王多尔衮带兵打败林丹汗，并取得了传国玉玺。1636年，皇太極将沈阳改为名「盛京」，改「女真」族名為「滿洲」，于盛京称帝并改國號為大清。當時明朝在關外有大将袁崇焕守卫，锦州、松山、宁远等城池坚固，难以攻下。皇太極繞道避開此防線，他脅迫明朝求和未果，接著，皇太極經察哈爾繞道包围明朝首都北京。使明朝朝野大惊，接受大清求和。最後崇禎帝中反間計，以谋反罪为名殺害了防守清军的大将袁崇煥，史稱己巳之變。清軍於松錦之戰擊潰明軍並使洪承疇等人归降，奪取了明朝在關外的所有堡壘，将防線移至山海關，为清军入关奠定了基础。
就在清军万事俱备，准备入关的时候。1643年八月初九皇太极因中风病逝，年五十二岁。后葬于沈阳昭陵（今沈阳市北陵公园北）。皇太极驾崩后，其弟睿亲王多尔衮与长子豪格各有两白旗与两红旗支持，彼此势均力敌。最终多尔衮拥立庄妃的儿子福临即位，即顺治帝，是为清世祖。

## 入关与统一

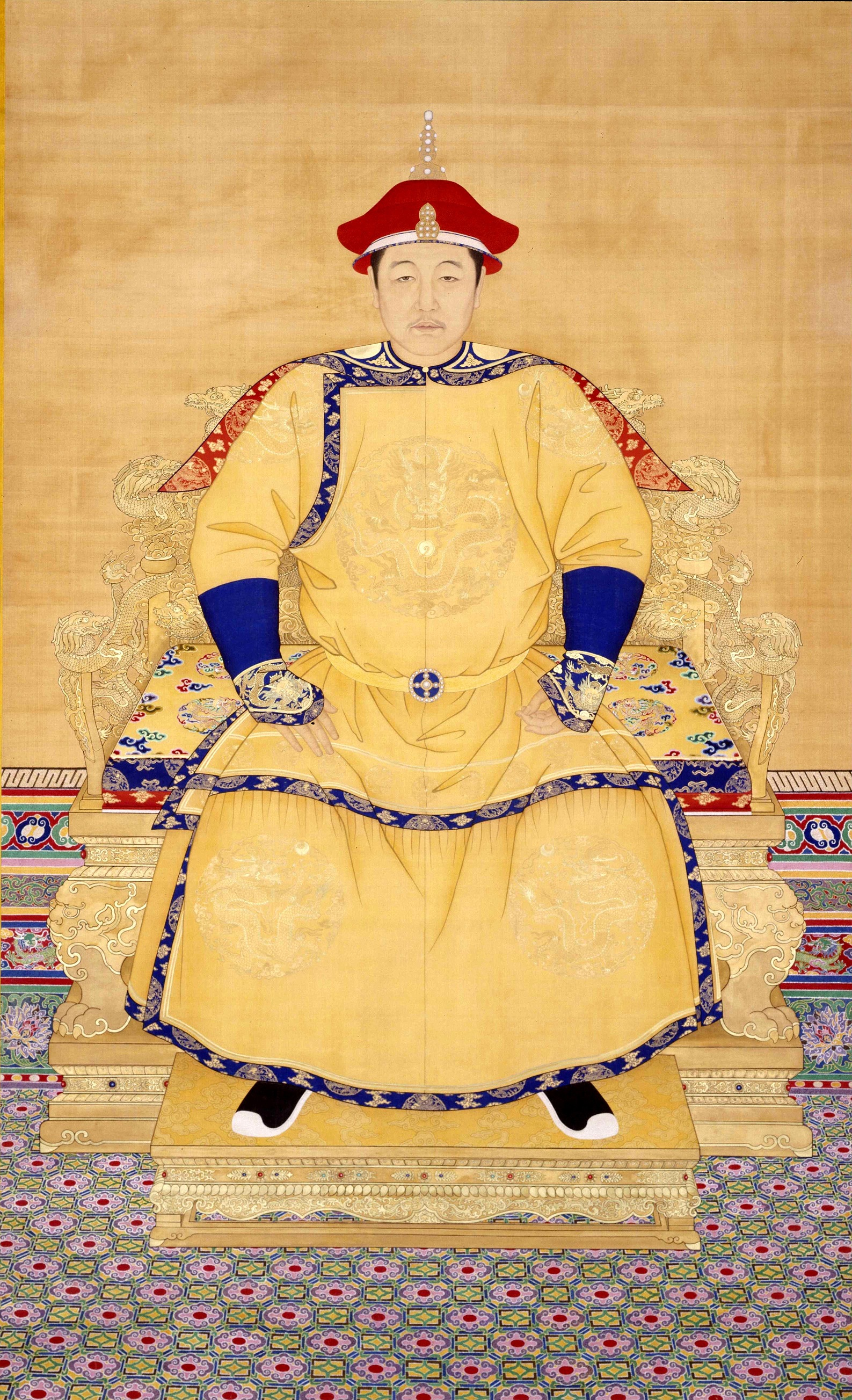
清世祖顺治皇帝福临，他在摄政王多尔衮的帮助下，于1644年入关，迁都北京，成为清朝第一个统治全国的皇帝。

### 清军入关
1644年3月，李自成率领的大顺军攻陷北京，明朝崇祯帝在农民军攻入北京后于紫禁城后的煤山自缢而亡，明朝作为全国的政权结束。驻守山海关的明朝遼東總兵吴三桂降清，与多尔衮歃血为盟，共同对抗李自成。清军以吴三桂为前导，于山海关大战击败大顺农民军，农民军逃亡西安，清军进占北京。同年顺治帝在多尔衮的建议下定都北京，并祭告天地祖宗，表示他已是全中国的皇帝。

### 平定南明势力
清朝摄政王多尔衮成功迎顺治帝入关，并将首都迁到北京。同一时间，明朝马士英拥护福王在明朝陪都南京称帝，即弘光帝，南明成立。然而弘光朝因为党争与宦官之乱而混乱分裂。
多尔衮先派阿济格、吴三桂与多铎、孔有德分陕北、河南二路攻打陕西李自成，李自成最后于湖北九宫山灭亡；派豪格攻灭四川张献忠，其余部投降南明以抗清。多尔衮接着对付位于江南、内斗分裂的南明诸势力。1645年多铎率清军攻破史可法驻守的扬州，弘光帝逃至芜湖被逮，送到北京杀害。明朝鲁王朱以海与唐王隆武帝分别在浙江与福建建立势力，然而双方不和，不久被清军各个击破，拥护隆武帝的郑芝龙也宣布投降。之后桂王永历帝于广东的肇庆即位，期间瞿式耜、李定国、郑成功及其他明将先后收复华南各省，最后因为距离互相难以照应，内部又发生叛变而节节败退。1661年清军攻入云南，逃亡缅甸的永历帝最后被吴三桂杀死，史称“咒水之难）”，南明亡。此时只剩下據守大員的明郑（郑成功势力）和缅甸果敢的明军，清朝基本占领明朝全部领地。由于华南反清势力较大，清帝册封吴三桂、耿仲明与尚可喜为王以镇守云南、广东与福建等地，史称三藩。
多尔衮在入关后的政策让汉人十分不满，例如剃发易服政策使江南汉人极力反抗，明朝官员左懋第言“我头可断、发不可断，我早办一死矣。”，最后清军采取多次屠杀以镇压之，史称甲申国难，有名的有扬州十日、嘉定三屠与广州大屠杀等。清廷制定的圈地和投充政策使人民放弃土地，增加更多流民。为此又制定严禁奴仆逃亡的逃人法，激化京畿地区的民族矛盾。后来清廷下令停止这些政策，并实行奖励垦荒的政策。并且正式开科取士，追尊崇祯帝与明朝忠臣。
南明延平郡王郑成功1661年擊敗了荷兰殖民者，荷屬福爾摩莎解體，并以大員作为抗清根据地。永历帝死后，明郑继承人郑经继续使用南明的永历年号，但未再拥立朱氏皇帝或监国。

## 巩固与盛世

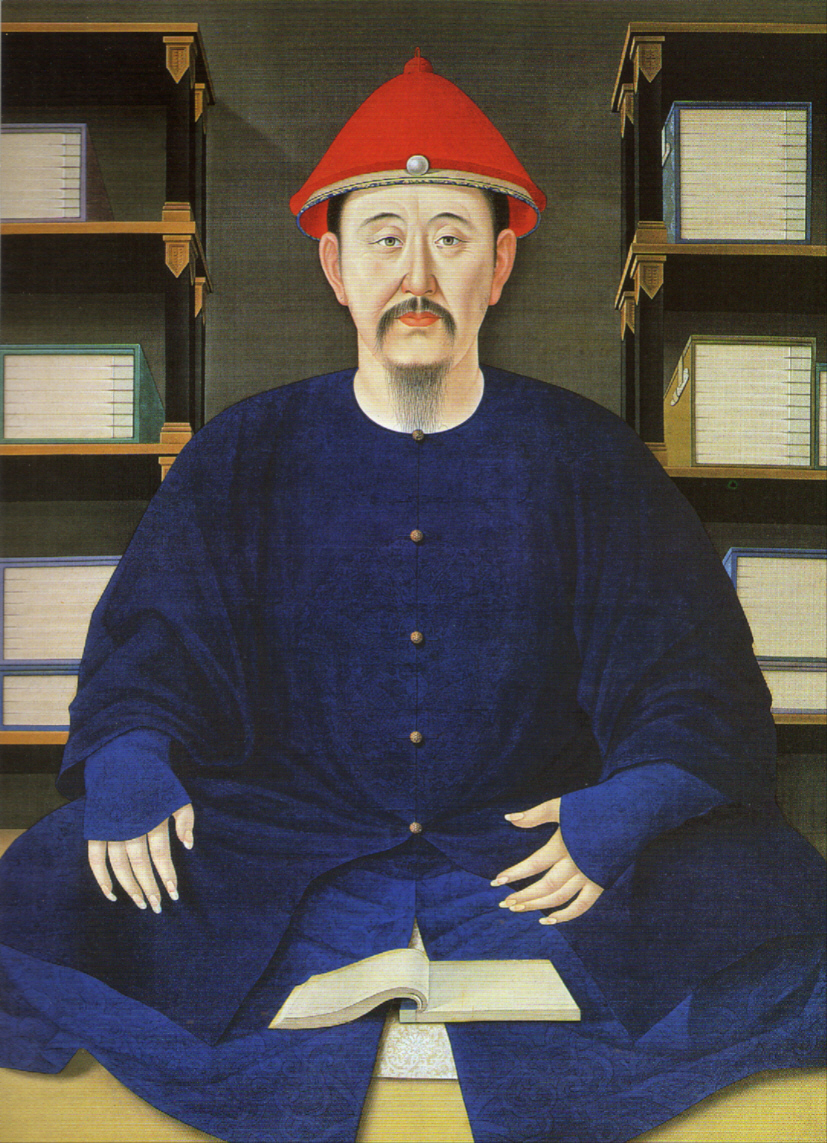
清圣祖康熙帝，他在位61年间，巩固了清朝的统治基础，统一的多民族国家形成。

1662年康熙帝幼年即位，在位初期，康熙帝成功铲除了威胁皇权的鳌拜及其党羽，并开始亲政。针对镇守南方的吴三桂、尚可喜、耿精忠三个藩王问题，康熙帝进行了削藩，但很快三个藩王便进行了叛乱，史称“三藩之乱”。从许多记载来看在平三藩时还有清军对平民的大量屠杀，不仅仅只在四川、云南，其他相关地区也遭受类似的厄运，比如江西百姓遭受屠戮的数量就不少。此时西藏与蒙古准噶尔也虎视眈眈，北部俄羅斯沙皇國也窥视清朝的情况。内部的甘陕总督王辅臣与察哈尔王也伺机进行叛乱，在京郊还发生了杨起隆叛乱。康熙帝沉着应对，稳定王辅臣，平定了察哈尔与粉碎了杨起隆之乱，康熙帝派军平定三藩的势力，“以全国敌一隅”，用了八年时间最终平定了三藩的势力。三藩平定后，台湾郑氏政权经常袭扰内地，康熙帝派姚启圣为福建总督，派施琅精练水师进攻台湾，后郑克塽投降清朝，1684年清朝设立台湾府，使台湾收入清朝疆域。此时俄羅斯沙皇國经常侵略北方黑龙江流域，1685年到1686年，进行了雅克萨之战，命令清军两次进攻沙俄；1689年，派代表索额图与沙俄代表签订了《尼布楚条约》，从此划定了中俄东部边界线，奠定了中国的版图。打败沙俄后，康熙帝三次亲征噶尔丹，最后噶尔丹战死，清朝解决了最大的心头之患，从此稳定了多全国的统治，使蒙古诸部成为中国北方的长城。自康熙时期至1820年前后，清朝的疆域东北北起外兴安岭，南至曾母暗沙，西起巴尔喀什湖，东抵鄂霍次克海、库页岛，成为当时世界上强大的国家之一。
康熙帝仁爱庶民，注意民间疾苦，在他亲政不久后，便宣布停止满洲贵族的圈地，放宽垦荒地的免税年限。他还整顿吏治，恢复京察、大计等考核制度，对当时的吏治产生了积极影响。当时奉行“滋生人丁，永不加赋”的政策以及外来农作物的引进等影响，清朝人口大大提升，此时已接近一亿人口。他亲政后不久便将河工作为优先解决的大难题，先后任用靳辅和一代廉吏于成龙治理黄河。并且注意疏通漕运，治理大运河，取得很大成绩。在他六次南巡时，注意考察民情，并且亲自监督河工。康熙帝重视对汉族士大夫的优遇，他多次举办博学鸿儒科，创建南书房。并且向来华传教士学习西方的先进文化，南怀仁等西方人很受重用。
康熙中期以后，因明清鼎革的战乱和内部战争而遭到破坏的手工业也逐步得到恢复和发展。至乾隆年间，江南一带的江宁、苏州、杭州以及珠江三角洲一带的广州、佛山等地的丝织业异常发达。景德镇瓷器、江南棉织业都达到了历史最高峰。

## 中期的改革

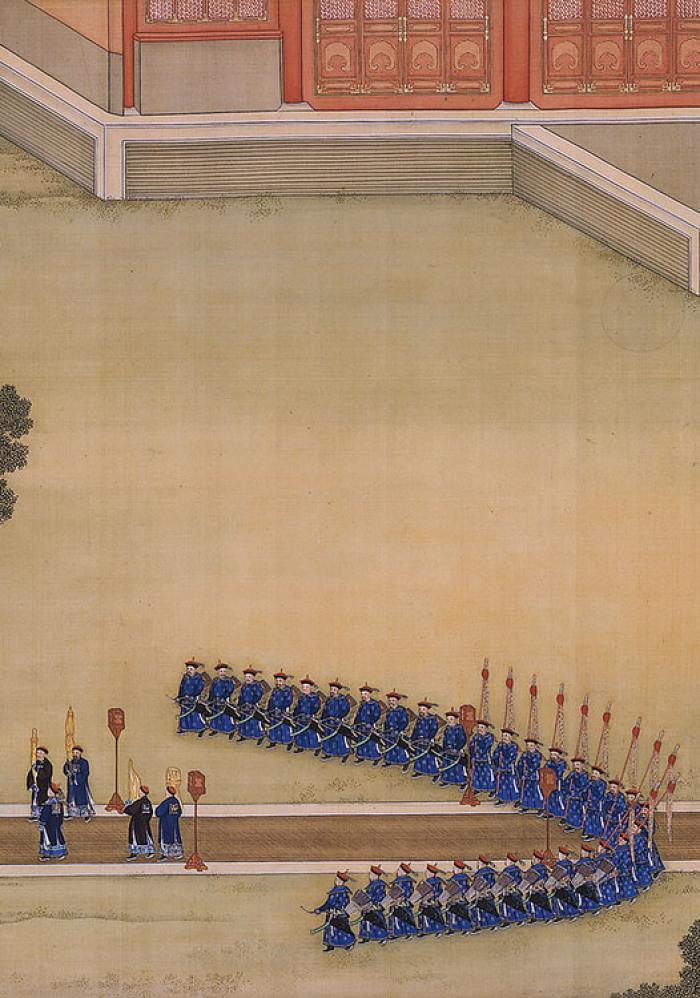
雍正帝祭祀图

1723年，雍正帝登基，青海亲王罗卜藏丹津叛乱，隔年被大将年羹尧与岳钟琪等平定。后来赐死年羹尧、幽禁隆科多等大臣，先后罢黜了威胁统治的胤褆、胤礽、胤禩、胤祯等阿哥，加强了統治。又在拉萨置驻藏大臣以管理青藏地区。将喀尔喀蒙古并入清朝；1727年与俄羅斯帝國签订《恰克图条约》，确立塞北疆界。
雍正帝對康熙帝晚年的弊政進行改革。起到了“康雍乾”三代承上启下的作用。
第一，整顿吏治。康熙晚年，身患中风，推行宽仁，吏治松弛，贪污腐败，已然成风。
雍正元年（1723年）正月，连续颁布11道谕旨，训谕各级文武官员：不许暗通贿赂，私受请托；不许库钱亏空，私纳苞苴；不许虚名冒饷，侵渔贪婪；不许纳贿财货，戕人之罪；不许克扣运费，馈遗纳贿；不许多方勒索，病官病民；不许恣意枉法，恃才多事等。严诫：如因循不改，必定重罪严惩。
第二，密折制度。雍正朝密折制度加以完善。皇帝特许的官员才有资格上奏折。具折奏事的官员雍正朝增加到1200多人。奏折的内容，几乎无所不包，诸如刮风下雨、社会舆情、官场隐私、家庭秘事等。皇帝通过奏折可以直接同官员对话，更加了解和掌握下級的实际情况。官员之间互相告密，强化了皇帝专制。
第三，设军机处。雍正创设军机处，作为辅助皇帝决策与行政的机构。地点在紫禁城隆宗门内北侧。军机处的建立，标志着皇权专制走向頂端。
第四，改土归流。在云、贵、粤、桂、川、湘、鄂等地区，雍正全面实行“改土归流”制度，革除土司制度，在上述地区分别设立府、厅、州、县，委派有任期、非世袭的“流官”进行管理。这种管理体制，同内地大体一样。雍正帝的改土归流，打击了土司世袭特权和利益。
第五，摊丁入地。实行“摊丁入地”制度之后，人口數量，急剧增长。道光年间，人口数，突破4亿。
第六，废除贱籍。雍正元年（1723年）三月，监察御史年熙上书请除豁山西、陕西乐户的贱籍，山西、陕西乐户為明朝永乐帝登基后，迫害建文帝忠臣，将他们的妻女罚入教坊司，充当官妓，世代相传，久习贱业。年羹尧之子年熙上奏疏请求雍正帝开豁她们的贱籍，准许她们改业从良。雍正帝看奏折后，頗為赞同，于元年（1723年）四月发第一道“豁贱为良”谕旨，又令各省检查，如发现本地存在类似乐户，准许她们出贱为良。
雍正帝勤政爱民，他在位期间的奏折大多由他亲自批改，军机处的谕旨也由他再三修改。他所亲信的内外臣僚如张廷玉、鄂尔泰、田文镜、马齐与李卫等人也廉洁奉公、行事干练。的密折制度也至此完善，然而却屡兴文字狱。

## 鼎盛与危机

### 乾隆盛世
乾隆帝继位后获得张廷玉与鄂尔泰协助，初期政治穩定。以“宽猛相济”理念施政，介於康熙帝的仁厚与雍正帝的严苛之间。人口不断增加，乾隆末年突破三亿，约占当时世界人口的三分之一。江南与广东等地的丝织业与棉织业发达，景德镇的瓷器达到历史高峰。与此同时，银号开始在山西出现。然而乾隆晚期多从宽厚，宠信和珅，官员腐化吏治大坏；六下江南鋪張过盛。

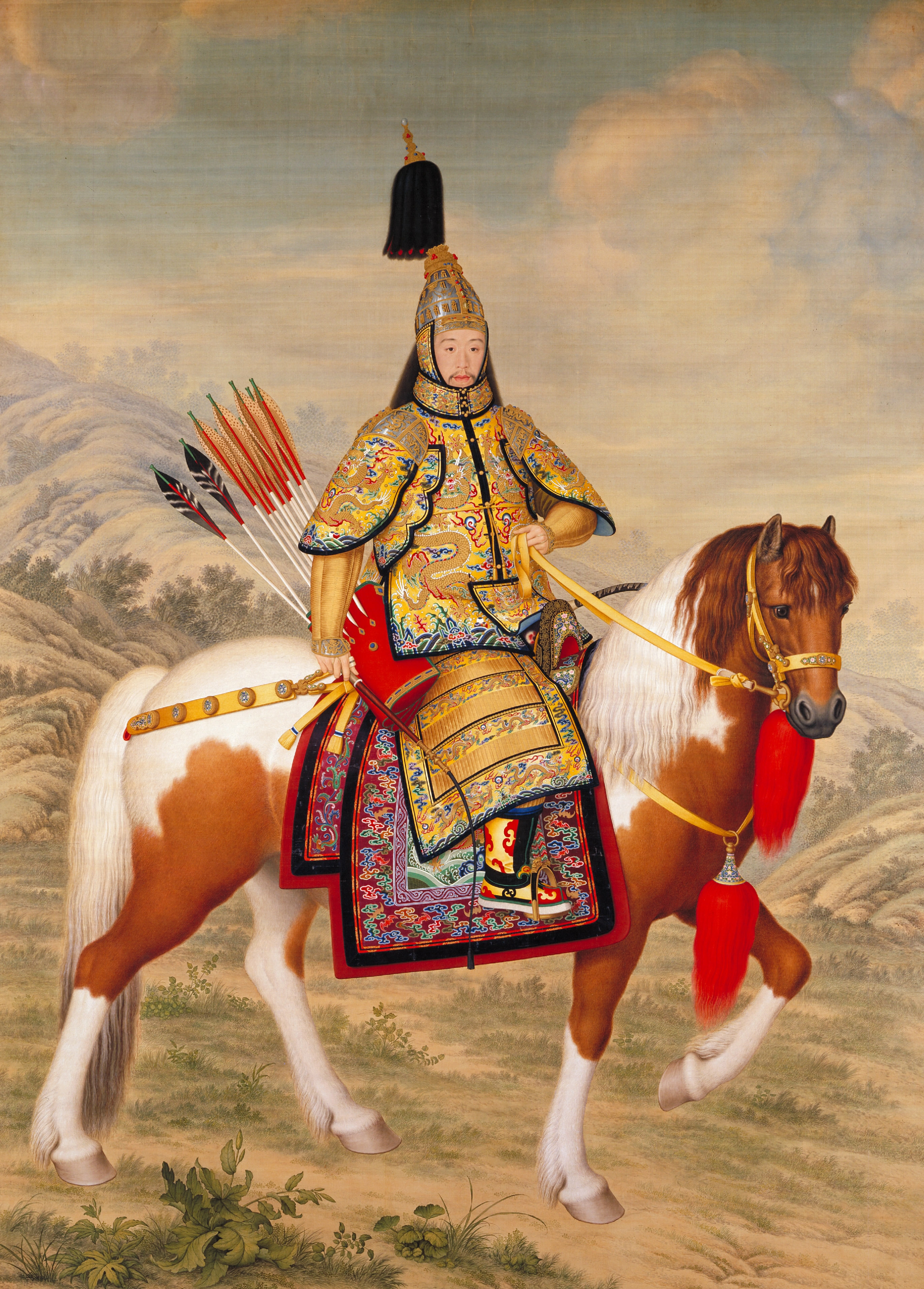
乾隆帝，他在位期间是清朝的全盛时期，乾隆帝武功昌盛，有深远影响。

### 军事成就
乾隆帝时期是清朝统治的鼎盛时期，乾隆帝1757年擊敗准噶尔，控制了天山北路，並對準葛爾族進行種族屠殺與滅絕。又在1759年平定天山南路的大小和卓之乱。1762年，乾隆帝在新疆设伊犁将军，管辖包括巴尔喀什湖在内的新疆地區。西南方面，乾隆初年派张广泗平定贵州苗民之乱，随后清军前往平定大渡河上游的大小金川（今四川金川县与小金县）叛乱，史称大小金川之役。1747年到1749年期间发生大金川之战。1771年第二次金川之战爆发，大小金川的诺木与僧桑格均叛，清将温福战死，阿桂历经多次作战，直到1776年方平定。期间缅甸贡榜王朝与清朝爆发清缅战争，清军四次进攻皆失败。1769年乾隆帝派傅恒、阿桂入缅未果，双方最后停战。1784年暹罗却克里王朝派使朝贡，1788年缅甸，也派使朝贡。1789年安南发生西山朝统一后黎朝、郑主与广南国。清军击败西山朝，护送黎帝黎愍帝复位，途中遭西山军的伏击而败，史称清越战争。西山朝阮惠遣使向清朝谢罪，清廷封为安南王。乾隆末年，尼泊尔的廓尔喀王国两次入侵西藏。1793年清朝派福康安与海兰察领兵入藏，击退廓尔喀入侵，不丹与哲孟雄（今锡金）亦为藩属国，加强驻藏大臣的权力。1792年清朝打退了廓尔喀的进犯。1793年，清朝中央制定和颁行了《钦定藏内善后章程二十九条》，以法律形式予以确定西藏的各项事务，《钦定藏内善后章程二十九条》是清朝对西藏行使主权的重要文献证明。

### 文化学术与思想控制
乾隆帝讲求学术，此时期有许多书籍出版，如《续三通》、《皇朝三通》与《大清会典》等史书；著名小说《红楼梦》、《聊斋志异》、《儒林外史》等；1773年更下令由纪昀等编纂《四库全书》，与《古今图书集成》
然而为维护统治而严厉控制思想，焚毁大量不符其思想的书籍。此外大兴文字狱使如戴名世等人被株连杀害或流放。这些都让文人思想受到严厉阻碍，迟滞文化的发展。
据统计，清代禁书无论是在数量上还是次数上都远胜于明代，远超于中国古代以往的任何朝代。其中，违碍书籍的数量是明代的约29.2倍，科举时文是明代的约27.2倍，剧本小说是明代的10.2倍，妖书是明代的约8倍，禁书总数为明代的约12.6倍。明代的统治时间为278年，清朝自天聪年间开始禁书，到道光年间，共224年，比明代还要少50多年，而其禁书的数量却比明代多了不止十倍。虽為概数，直觀反映出明清两朝在禁书数量上的差距。

### 危机与乾隆的禅位
但是国家封闭而排斥外来文化，并持续对天主教实行迫害政策。1793年英国遣使乔治·马戛尔尼于乾隆83岁时到中国寻求驻节，但双方出现与乾隆皇帝会面采“单膝下跪”（英方主张）或“三跪九叩”（中方主张）的礼仪之争，最后以“单膝下跪”而为礼。马戛尔尼在中国停留的5个月内，对中国的情况作了详细的调查。回国后，马戛尔尼向英国议会写出报告说：“中国是一艘破旧的大船，150年来，它之所以没有倾覆，是因为幸运的遇见了极为谨慎的船长。一旦赶上昏庸的船长，这艘大船随时就可能沉没。中国根本就没有现代的军事工业，中国的军事实力比英国差三到四个世纪。”
当时人口暴增与乡村土地兼并严重，使得许多农民失去土地；加上贪官和珅等官员腐败，于乾隆晚期到嘉庆时期陆续爆发民变。白莲教于1770年代举兵，后来又于1796年爆发川楚教乱。乾隆六十年（1795年）传位予十五子颙琰（嘉庆帝），自称太上皇，但军国大事及用人皆由乾隆躬亲指教，嘉庆帝朝夕敬聆训听。宫中仍用乾隆年号。至嘉庆四年驾崩（1799年）。

### 乾隆帝的影响
乾隆五十七年，乾隆亲自撰写成《十全武功记》，自诩“十全老人”。命人以满、汉、蒙、藏四种文字刻碑，昭示其武功。“十全武功”指“平准噶尔为二，定回部为一，扫金川为二，靖台湾为一，降缅甸、安南各一，即今二次受廓尔喀降，合为十”。但总体来説，乾隆的“十全武功”，情况不同，性质各异：有镇压民变，有平息叛乱，有扬兵耀武，有小题大做，有得不偿失，有多管闲事，有维护正义，有反击侵略。如新疆用兵三次，平定廓尔喀用兵、平定大小金川用兵，这五次用兵对新疆、西藏的巩固统一具有重大的历史意义。但是，也有的用兵是小题大做，穷兵黩武，如大小金川之役。

### 嘉道中衰
1796年，85岁的乾隆皇帝禅位于皇十五子嘉亲王颙琰，嘉庆帝登基。清朝从乾隆末年开始有衰败的现象，吏治日渐腐败，结党营私、买官售爵的现象数见不鲜，大贪官和珅达到了富可敌国的地步。军备上，装备日渐陈旧、营务废弛、纪律败坏，战斗力急剧降低，此时清军入关已逾百年，八旗绿营将士骄奢淫逸，不思进取。财政上，国库日益亏空、入不敷出。导致阶级矛盾激化，相继爆发白莲教和天理教等农民起义，1815年印尼坦博拉火山的爆发更造成北半球天气出现严重反常而导致中国发生嘉庆云南大饥荒。1820年，道光帝登基，道光帝执政前期，平定了西北张格尔的骚乱，另外鸦片的大量流入严重损害了清朝的贸易优势，清朝各阶层深受鸦片毒害以致“奄奄若病夫”。但清朝仍旧闭关自守，自诩为“天朝上国”。

## 开启近代

### 鸦片战争

1841年1月7日虎門之戰，鸦片战争标志着中国进入近代历史
。

1839年，道光帝派林则徐为钦差大臣远赴广州负责禁烟。林则徐抵达广州后，与两广总督邓廷桢、广东水师提督关天培两人合作，积极整顿海防，防御外敌入侵；严拿烟贩，惩办不法官员；禁止商人贩卖鸦片，以及国民吸食鸦片，凡吸食者要立即呈缴烟具，限期戒除；并于3月16日晓谕外国烟贩，限期交出所有鸦片，并承诺不要再贩卖，保证“嗣后来船永不敢夹带鸦片，如有带来，一经查出，货尽没官，人即正法，情甘服罪”，林则徐又提出每箱呈缴的鸦片将获五斤茶叶的奖励，但他从未提及金钱赔偿，显然从未考虑英国人的利益和禁烟所带来的损失。事件至3月24日，因英国商人在中国停留日久，耳濡目染中国之陋规，误以为林则徐此举是勒索钱财，对林则徐的要求敷衍过去，所以林则徐下令中断贸易，撤走英国商馆中的华人买办和仆役，并派士兵包围了商馆，并下令：和洋人交通者即汉奸。350名洋商被困在商馆里六个星期，与外界交通隔绝，他们的生活受到严重影响。在“在华商务总监督”义律看来，林则徐此举是妄顾英国商人的生命、自由和财产的行径；结果义律在5月18日向林则徐交出了21306箱鸦片。林则徐请示过道光帝之后，在虎门挖了三个大坑，并在6月3日开始销毁鸦片，直到6月25日才全部销毁殆尽。这就是震惊中外的“虎门销烟”。在禁烟期间林则徐命人翻译西方书籍。
1840年，英国决定对中国发动战争，派英军统帅兼全权代表懿律领兵到达广州海面，并根据英国外相巴麦尊的指示，在封锁珠江口之后，北上进攻浙江舟山。7月5日，英军开始进攻战略要地定海县城，鸦片战争正式爆发。7月6日，定海沦陷。战争初期，道光帝与满朝文武大臣对局势一无所知，尚不知英国在何方。而此时英国已完成工业革命，亟需打开中国市场。并且英军船坚炮利，装备精良，而清军却指挥失误，消极应战。道光帝认为英国提出的条件过于苛刻以及琦善与英人擅自签订条约有损天朝威严，使道光帝大为不满，道光帝便把琦善抄家革职，派奕山、隆文和杨芳赴广东指挥作战。但义律先下手为强，于1841年2月23日进攻虎门炮台，虽然广东水师提督关天培率靖远炮台将士奋力抵抗，但仍不敌英军，虎门炮台最终失陷。5月21日，奕山令水陆军1700余人，于黑夜分乘快船出动，挈火箭、喷筒，夜袭英船，掷火焚烧。次日早晨英军2400人反攻，清军溃退。四天之内，广州附近要地全失，18000多清军尽退城内，秩序大乱，奕山竖起白旗求和，签订《广州和约》，不但率部撤离了广州，还勒索广州商家向英军支付了600万银元的赎城费，仅怡和行伍崇曜就出资80万银圆。英军收钱后也撤出广州。期间广州民间反英气氛炽热，发生了三元里抗英事件。而奕山为了不被皇帝惩罚，便虚报战功，甚至将该战役的惨败说成大胜。1841年5月，英国政府否定《穿鼻草约》，改派全权公使砵甸乍来华。1841年8月21日英国舰队有10艘军舰、4艘轮船、22艘运输船搭载英国陆军第18皇家爱尔兰团、第26卡梅拉尼亚步兵团、第49威尔士步兵团、第55威斯特摩兰郡步兵团、第62旁遮普印度步兵师、第66旁遮普印度步兵师北上。清军节节败退，最终1841年清朝战败，道光帝急忙派耆英和伊里布为钦差大臣，去广州与英军交涉议和。1842年8月4日，英国军舰驶抵南京下关江面，璞鼎查威胁限日定议，否则发炮攻城，这使耆英和伊里布只好全面接受英方提出的条款。1842年8月29日，中英双方签订《南京条约》，战争结束。
清政府被迫在南京的静海寺与英国政府议约，双方共在寺内议约四次。8月29日，中国清政府全部接受了英国提出的议和条款，在英军旗舰“汗华”（亦译康华丽）号上正式签订了中国近代第一个不平等条约中英《南京条约》，满足了英国大多数的要求。香港岛因此被割让给英国，上海、广州、福州、厦门、宁波五大口岸被迫开放给英国人贸易和居住。列强自然不愿英国独享权益，纷纷与中国签订更多不平等条约。1844年7月3日，中美签订《中美望厦条约》。1844年10月24日，法国与中国签订《黄埔条约》，享有领事裁判权和传教权等。1843年10月8日，中英签署了《虎门条约》。鸦片战争与《南京条约》開啟了中國近代史。此后，美国等西方国家又强迫清朝与之签订《望厦条约》、《黄埔条约》等条约，列强获得了领事裁判权，中國逐漸流失了领土、贸易等主权。

### 太平天国运动

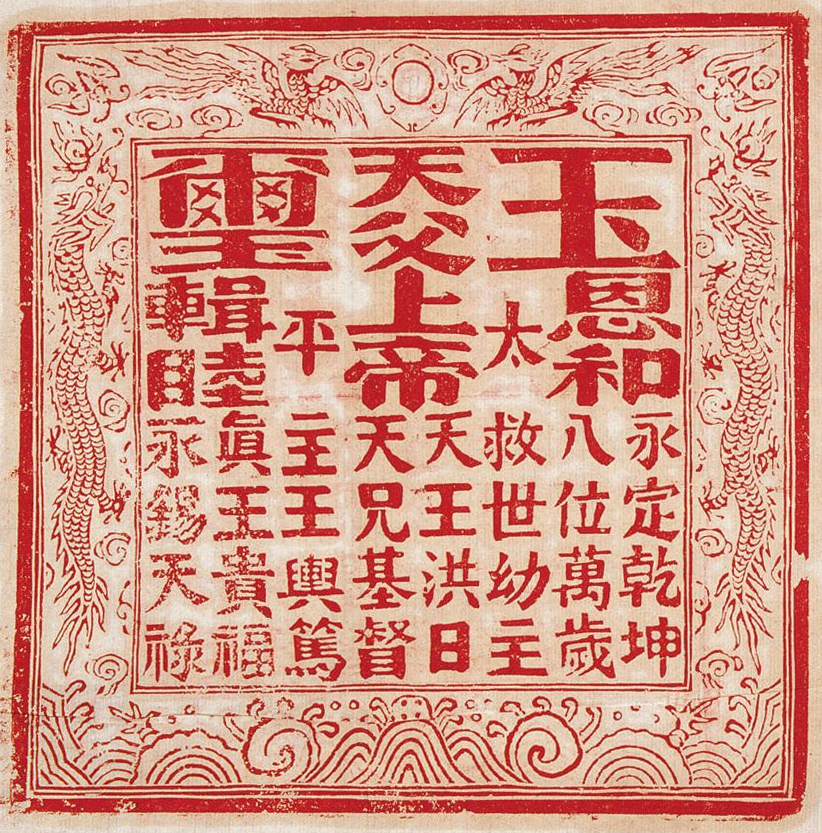
太平天国天王玉玺

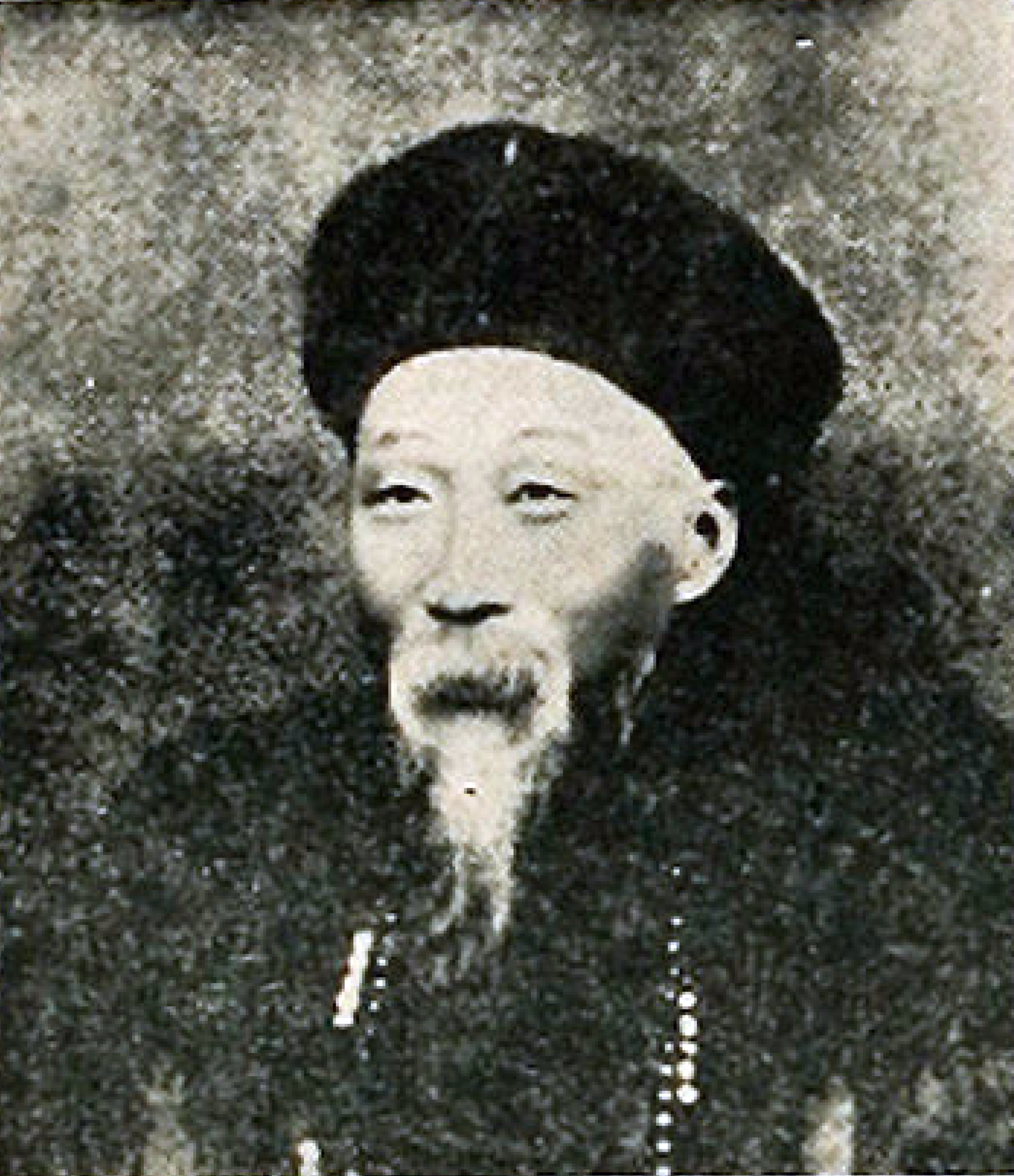
曾国藩的九弟曾国荃，因率领湘军在南京滥杀百姓无数，与其兄曾国藩被称为曾剃头、曾屠户

1850年，道光皇帝驾崩，第四子咸豐帝即位。由于西方各國的经济侵略，以及地方官吏地主兼併土地，使得傳統農村經濟受到破壞，各地乘機紛紛起事。其中河南、安徽一带以捻军為主，1851年洪秀全在广西金田村起义，建号太平天國。1853年攻陷江寧（今南京市）并定都于此，改称天京。并颁布了纲领性文件《天朝田亩制度》。随后發動兩次西征；不久又派遣林凤翔等进行北伐，最遠達天津近郊，清朝朝野震动。咸丰帝急忙派曾國藩、左宗棠、李鴻章等人紛紛組織湘軍與淮軍等地方团练武装抵抗太平天國。太平天國定都天京后领导集团发生腐败现象，天京事變後國力大大衰退。洪秀全启用李秀成、陈玉成、洪仁玕等人管理朝政，洪仁玕提出了带有资产阶级性质的社会改革方案《资政新篇》。后石达开率军进入四川，在大渡河一带遭清军埋伏，全军覆没。
1864年7月，曾国藩弟曾国荃率湘军攻陷首都天京，随后湘军屠城，许多当地平民和太平军人被杀，太平天国也因此失败。中央研究院院士、中央研究院近代史研究所创所所长郭廷以在其所著《近代中国史纲》引赵烈文《能静居日记》记载曾国荃率湘军攻入南京城后的情景：“湘军‘贪掠夺，颇乱伍。中军各勇留营者皆去搜括’，……‘沿街死尸十之九皆老者。其幼孩未满二、三岁者亦被戳以为戏，匍匐道上。妇女四十岁以下者一人俱无（均被虏），老者负伤或十余刀，数十刀，哀号之声达于四方。’凡此均为曾国荃幕友赵烈文目睹所记，总计死者约二、三十万人（死亡人数有争议）。”。

### 英法联军之役
1856到1860年，英國與法國为进一步打开中国市场，攫取在华利益，提出与清朝修約的要求，但被清朝拒绝。1856年英國和法國以亚罗号事件及西林教案为导火索，组织英法联军入侵中国。1860年，英法联军进攻北京，清軍於八里橋之戰戰敗，咸丰帝仓皇逃往热河，英法聯軍攻陷北京，大肆掠夺并焚毁了北京西郊的“万园之园”圓明園，咸丰帝命恭亲王奕䜣与英法簽訂了《天津條約》及《北京條約》。同時帝俄武力逼清朝簽訂《璦琿條約》、《北京条约》等不平等条约，攫取了清朝北方大面积领土。1864年，帝俄又強迫清朝签订清俄《勘分西北界約記》，割佔西北领土。帝俄共割让了清朝近150万平方千米的土地，相当于英国与法国的面积。马克思主义史学认为中国的半殖民地半封建社会的程度大大加深。

### 辛酉政变与清朝政局的变动
英法联军火烧圆明园之后，咸丰十一年七月十七日，咸丰皇帝驾崩于承德避暑山庄烟波致爽殿。其子载淳年仅六岁，继承大统。临终前，并任命怡亲王载垣、郑亲王端华、户部尚书肃顺、额驸景寿、兵部尚书穆荫、吏部左侍郎匡源、礼部右侍郎杜翰、太仆寺少卿焦祐瀛八人为“赞襄政务王大臣”，辅佐嗣君，人称“顾命八大臣”。同治帝在避暑山庄居丧期间，奉咸丰帝的皇后钮祜禄氏慈安太后，住烟波致爽殿的东暖阁；奉生母那拉氏为“圣母皇太后”，住在西暖阁；因此，慈安和慈禧分别被称为“东太后”和“西太后”。
顾命八大臣与慈禧产生了严重的矛盾。而当时恭亲王奕䜣已与西方列国达成议和，于9月5日赴热河奔丧。奕䜣与慈禧秘密取得联系，决定策划一次政变。在慈禧的鼓动下，这次政变得到了慈安太后的同意。14日，山东道监察御史董元醇奏请两宫皇太后权理朝政，慈禧与慈安便召八大臣入议，八大臣以“本朝未有皇太后垂帘”为由拒绝。在奕䜣的帮助下，慈禧取得了侍郎胜保、大学士贾桢等人的支持，10月26日，咸丰帝的灵柩运回京师时，慈禧命八大臣护送灵柩殿后，自己与慈安、嗣君载淳先到达京师。随后，慈禧便先发制人，发动辛酉政变，将在京师的载垣、端华等人下狱，并派醇亲王奕譞去擒拿肃顺。自此，八大臣势力被铲除。由八大臣拟定的年号“祺祥”也被废除，改为“同治”。
慈禧授意议政王大臣，使他们上书建议两宫垂帘听政。于是在十一月乙酉朔，慈禧、慈安两太后开始在养心殿垂帘听政。慈禧许诺：“垂帘非所乐为，惟以时事多艰，王大臣等不能无所？承，是以姑允所请。俟皇帝典学有成，即行归政。”自此，每日都召议政王大臣、军机大臣讨论政治。内外奏章，两宫太后阅览之后，由议政王大臣拟旨，翌日，议政王大臣进呈，由两太后审阅之后，分别盖上咸丰帝赐同道堂小玺钤作为标识，然后以同治帝的旨意颁示。慈安对权力并不感兴趣，日常朝政事务由慈禧处理；但遇上重大朝政事务，慈禧仍要去征求慈安的意见。慈禧在垂帘听政之后，便采纳了御史徐启文的意见，令中外臣工直言批评时事的过失；又采纳御史钟佩贤的意见，崇节俭、重名器；采纳御史卞宝第的意见，严赏罚、整肃吏制、慎荐举。又命令内直翰林整理前朝历代帝王政治以及母后垂帘听政的事迹，将其中的经验和教训进行归纳总结。同年，清朝开始了洋务运动。

### 自强运动与同治中兴

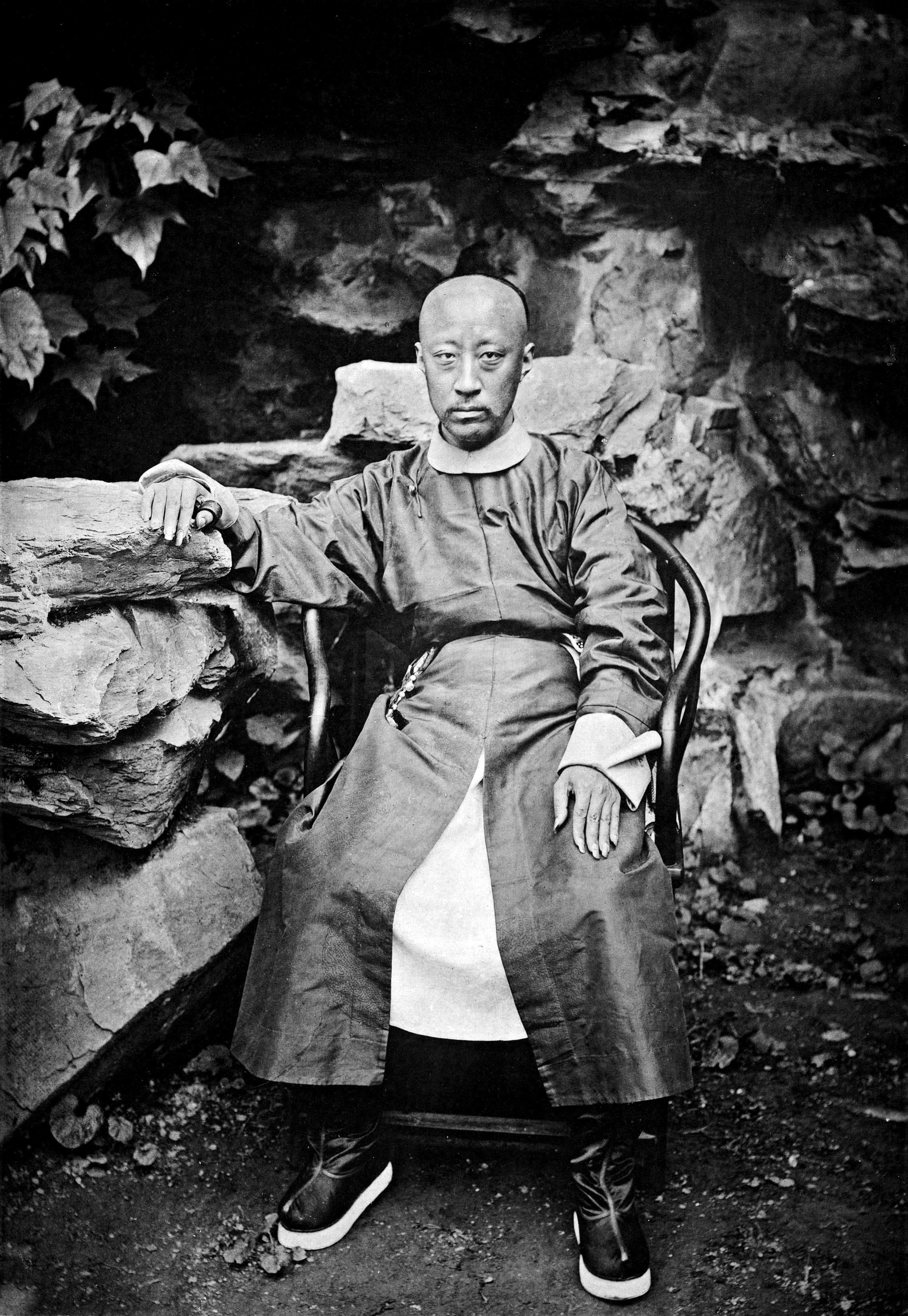
支持洋务运动的恭亲王奕䜣，他帮助慈禧太后取得政权，并且成为洋务派在中央的主要代表。成为清朝晚期的重要官员。

1861年，同治帝在承德即位。恭亲王奕䜣赴承德为咸丰帝奔丧，慈禧太后與奕訢發動“辛酉政變”，早先回到北京革除了辅政八大臣的职务并将载垣、端华、肃顺三人处死，然后宣布垂帘听政。被称为洋務派的大臣与早先的地主阶级顽固派进行了“中体西用”的争论。曾国藩、李鸿章、左宗棠、张之洞等大臣主张学习西方器物，开始了“西学东渐”的历程。他们認識到西方的船堅炮利，展開以自強、求富为目的的的洋務運動。先後引入國外科學技術，建立現代銀行、郵政等设施。并且建立翻譯機構同文館、进行新式教育，培訓技術人才並派遣留學生到歐美日國家学习。李鸿章等封疆大吏在地方建立輪船招商局、江南製造總局與漢陽铁廠兵工廠，1862年，中国自行设计的第一台蒸汽机投入使用，标志着中国近代工业的起步。同時建立了北洋、南洋、福建三支舰队。洋務運動使得清朝国防实力与工业实力大增，出现了中兴气象，史稱“同治中興”。1865年僧格林沁的滿蒙騎兵中捻軍埋伏而全军覆没，地方大臣左宗棠與李鴻章分別滅掉了西捻、東捻，1868年在华北、中原一带活跃多年的捻军叛乱终于结束。1862年到1878年楚军大臣左宗棠平定陝甘回變和新疆阿古柏的战乱，並在沙俄手中收回伊犁。
1875年同治帝去世，光緒帝即位。1883-1885年，法國入侵清朝的藩属国越南，清朝与法国因越南主权问题而爆發清法戰爭。活跃在中越边境一带的刘永福率领黑旗军南下抗法。1883年，在河内附近的纸桥痛击法军，斩杀法军统帅李威利。史称纸桥大战。1884年夏天，法军舰队强行驶入福建馬尾水師的基地马尾军港，李鸿章奉行“未可与欧洲列强轻言战事”的投降策略，使福建水师处于被动挨打的境地。接着，法军炮击马尾船厂，摧毁闽江两岸的清军炮台，清朝被迫对法国宣战。1885年年初，法军占领谅山，广西告急。此时清朝起用老将冯子材镇守广西，冯子材大败法军，乘胜追击，与黑旗军收复谅山等地。清朝节节胜利，粉碎了法国侵略者利用越南为基地侵略中国的妄想。并导致法国茹费理内阁倒台。清政府决定与法国议和。1885年夏，李鸿章与法国公使巴德诺签订《中法新约》。规定：清朝承认法国在越南的殖民统治，中越边境开放商埠，在西南修筑铁路等等。最后清朝失去越南的宗主权力，越南沦为法國殖民地，清朝的西南门户被打开。
台灣在赶走法国侵略者之后建省，刘铭传为台湾第一任巡抚。1885年英國入侵緬甸，清朝駐英公使曾紀澤（曾国藩之子）向英國抗議無效，1886年被迫簽訂中英《緬甸條約》，承認了緬甸為英國所有。六七十年代，在洋务派企业以及外国资本的刺激和影响下，民间出现了资本主义的生产模式，被称为“民族资本主义”。

### 自然灾害
光绪年间，中国经历了不少天灾，有些天灾甚至还造成人口损失，对晚清造成了一定的影响。

#### 丁戊奇荒

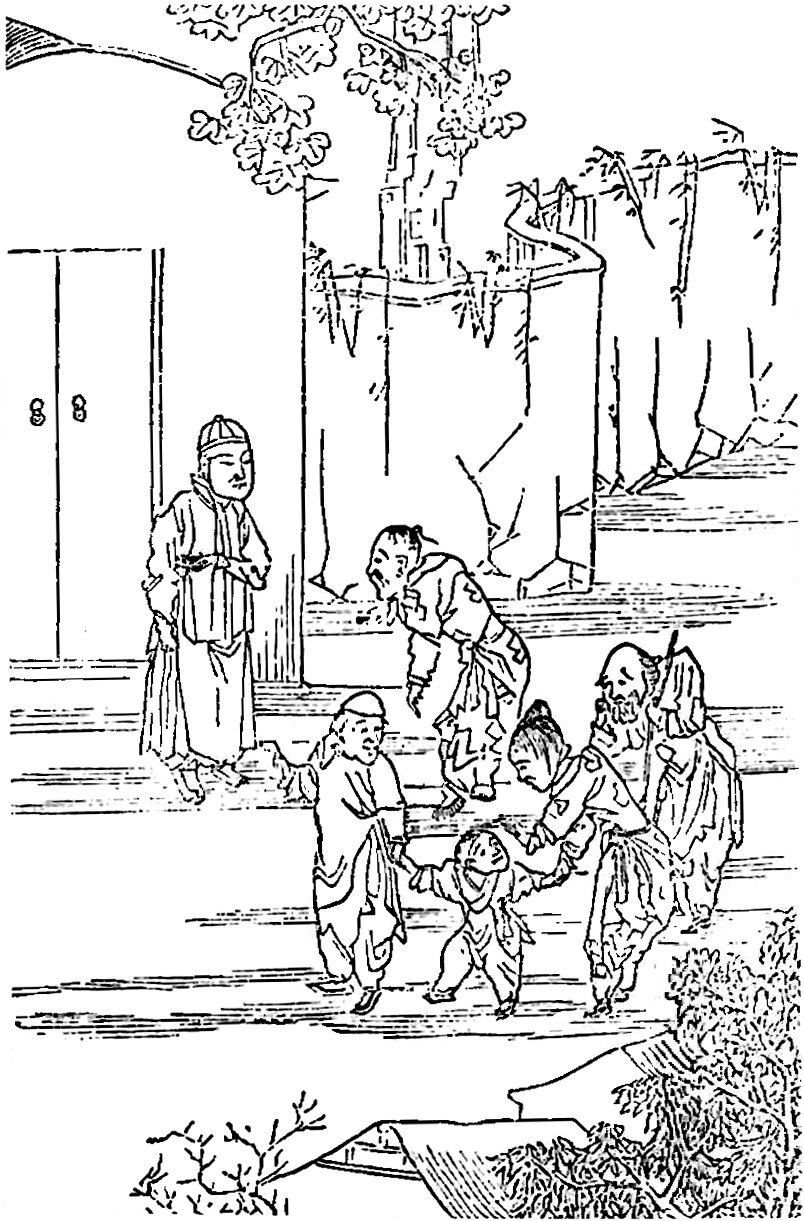
1878年畫，《中國饑荒》（The Famine in China）。饑荒受難者被强迫把兒女給賣掉。

光绪元年至四年（1875-1878年）间，河南、山西、陝西、直隸、山東等地发生特大旱灾饥荒，尤以山西最嚴重，太原府100萬人死95萬。總死亡數計950萬-2000萬不等，也就是清朝人口的約2-4%。2000余万灾民逃荒或販賣到外地。但这场大旱荒过后并未发生大规模暴动。
袁子鹏、严保之等清廷官员称“此千古奇灾，是铁石心肠亦当泪下”。
光绪《山西通志》，卷八十二，《荒政记》，“此诚我朝二百三十余年来未见之惨凄，未闻之悲痛也”。
袁保恒奏议中称，河南“成灾七十二处（县）之多，通省核计，已十分之七。受灾之重，为二百数十年来所未有”。灾民“不得不逃亡四出，扶老携幼，号泣中途，带病忍饥，踉跄载道”。
时任山西巡抚曾国荃称丁戊奇荒为“二百余年未有之灾”。“赤地千有余里，饥民至五六百万之众，大祲奇灾，古所未见”。
丁戊奇荒震惊了当时的世界，西方媒体关注了此次灾荒。《纽约时报》对丁戊奇荒的最早报道是在1876年6月27日，随后做了进一步报道。它对这场灾荒报道最密集的时段是在1878年，它将这场灾荒的主要原因归咎于中国基础交通设施的落后，并对清政府的赈灾措施给予了肯定。《时报》的观点与中国大陆学界主流观点——清政府腐败无能、赈灾不力是造成“丁戊奇荒”伤亡惨重的主要原因大相径庭。1878年7月10日，时报称，当时的清朝最高统治者对于外国人在赈济灾民方面所做的努力也给与了“广泛和出乎意料的感谢”。
《圣保罗先锋报》1878年1月26日载，“这场饥荒，已在中国北方省份持续了三年，现在似乎到达它的顶峰……我们的消息不是来自中国人，而是来自在当地的外国人，或者在那些省份传教或者被派去赈灾……”，“这一地区（山西、陕西、河南和山东）有九百万人口目前处于饥饿中”。
英國傳教士李提摩太指1500-2000萬人死，外國賑災會指900-1300萬人死，美國傳教士哈巴安德指1300-1700萬人死，美国驻大清公使柔克義指950萬人死。

#### 1887年黄河决口
光绪十三年（1887年）9月30日，河南郑州下汛十堡（今惠济区花园口镇石桥村）发生黄河决口，这是继1855年铜瓦厢决口改道后最大的一次决口。此次黄河决口致使200多万（一说93万；一说最保守估计150万；一说700万）人罹难，清史研究学者夏明方称其为“近代中国人口损失最严重的一次洪水灾害”，英国密德萨斯大学国际关系学教授彼得·霍夫（Peter Hough）称其为“人类历史上最致命的自然灾害之一”。
口门逐渐“刷宽至三百余丈”，下游正河断流。决水流入贾鲁河、淮河，豫、皖、苏“三省地面约二三十州县尽在洪流巨浸之中”。清朝政府命吴大澂接办堵口工程，1889年1月20日（光绪十四年冬）合龙成功，吴大澂亲笔撰文立碑以示纪念此次事件。此次治理决口耗费白银1090余万两（一说1200万两），占当时清政府年收入的四分之一，史称“郑州大工”。

## 双半社会的形成

### 中日甲午战争

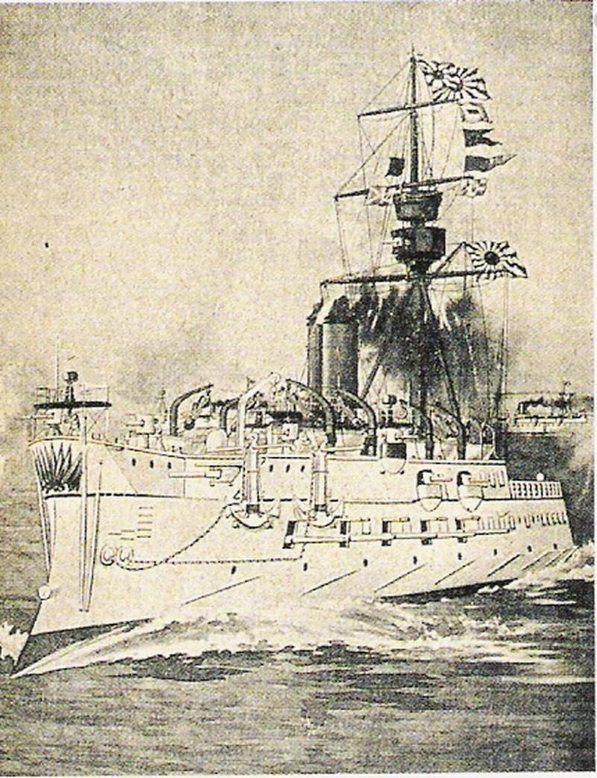
黄海海战中的日军军舰

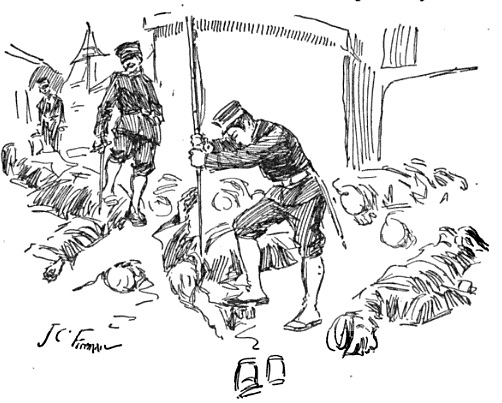
一份西方報紙登載日軍执行旅顺大屠杀殘害中國人的素描。

日本在1868年的明治維新後國力大增，逐渐将侵略朝鲜与清朝作为战略目标。1872年，日本強迫清朝藩属国琉球改屬日本，但清朝拒不接受，清日开始交惡。
1894年，朝鲜爆发了东学党起义，為日本朝鮮进入朝鲜提供了契机，朝鲜请求清朝派兵进入平定祸乱，但日本也派兵进入。起义平定后日本拒不撤退。1894年七月，日军悍然偷袭在朝鲜半岛丰岛海域的清朝运兵船，挑起了甲午战争（战争为日本首先挑起）。9月，清日在黄海展开决战，清军因指挥失误以及慈禧太后挪用军费准备寿诞而不敌日本船舰，邓世昌等将领先后牺牲。日军进入了辽东半岛与威海卫，战争开始转移到中国本土进行，期间旅顺陷落，威海卫战役中因李鸿章等人不许出兵而全军覆没，标志着洋务运动的破产。
1895年，清朝被迫接受并派李鸿章签订了《馬關條約》，清朝割讓台灣和澎湖以及辽东半岛，赔款两亿两白银，开放重庆、沙市、苏州、杭州为通商口岸，允许在华设厂，标志着列强经济侵略由商品输出发展到资本输出阶段。后来在法德俄三国的干涉下，清朝追加3000万两白银作为赎辽费，日本交换辽东半岛。

### 瓜分中国狂潮
1896年帝俄以迫日归还辽东半岛有功，诱迫清政府签《中俄密约》，内有将东三省的铁路（东清铁路中东线）修筑和经营权给俄国、战时开放使用港口等条件，在此之后引发列强争相迫使清朝划出势力范围、租界与租借地的事件。
1898年，美国在美西战争中，取得菲律宾群岛，势力进入东亚。但中国已被列强瓜分，使美国政府感到在中国利益受到了威胁，于是美国国务卿海约翰向各国发布照会，提出了“门户开放政策”。起初各国并表示不赞成，但英国同意之后，其他各国亦相继同意。1899年，美国再次照会各国提出保持中国领土主权完整、保护各国条约及公法上的权利、保障各国在华的商业平等的原则。7月，海约翰宣布各国原则上同意这项决定，但各国仍在铁路权、采矿权、贷款、对外贸易口岸等问题上与中国谈判，但中国却暂免了瓜分之祸。
门户开放政策虽使中国免于瓜分，但中国长期受列强欺辱，使地方产生强烈的仇外心理，成为义和团事件的导火线。而掌握清政府大权的慈禧太后借义和团排外，于1900年6月21日以光绪名义向十一国宣战，引起八国联军之役。

### 戊戌变法

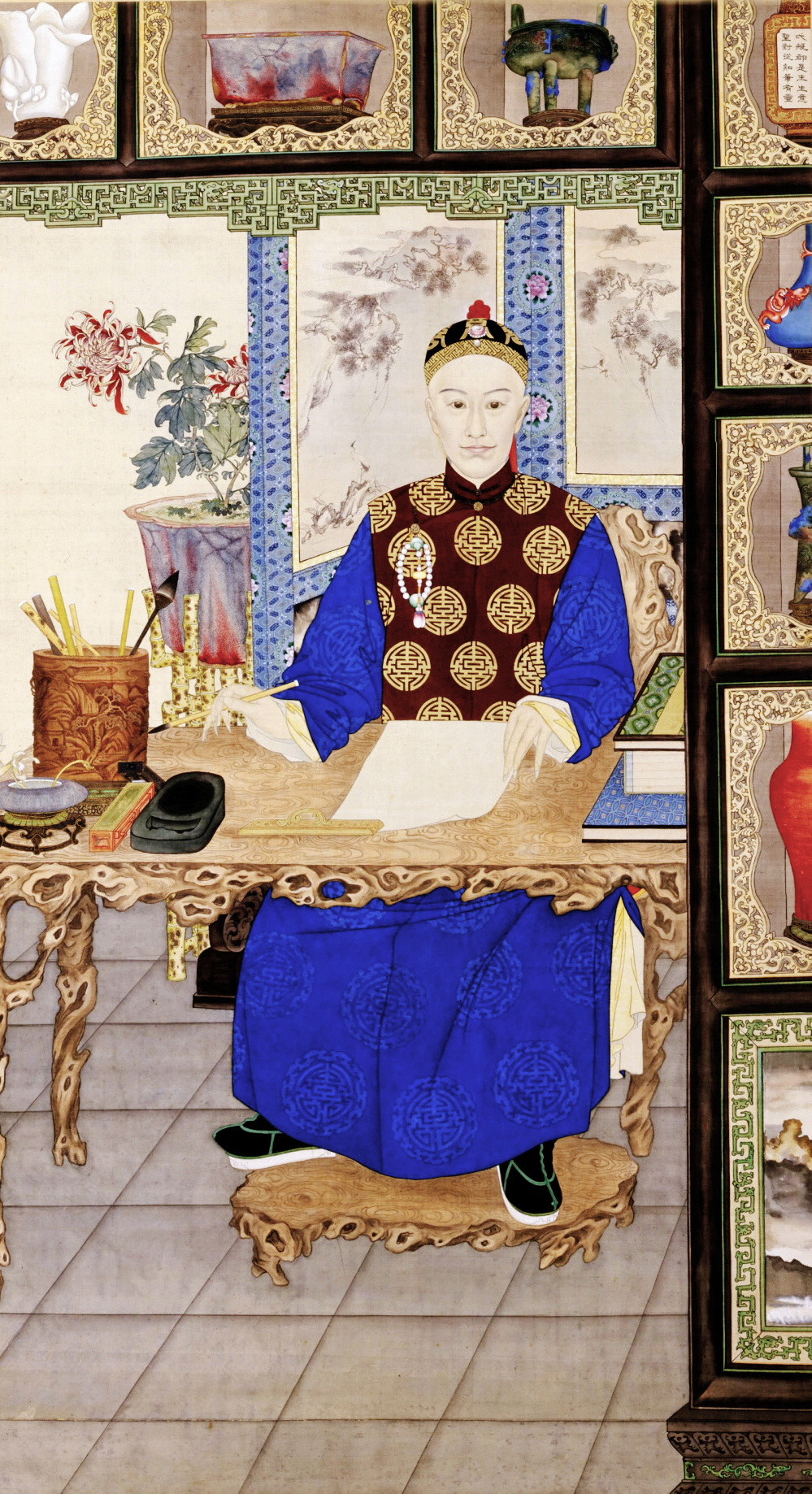
进行变法革新的清德宗光绪帝载湉，他在甲午战后，意识到民族危机，主张实行一系列近代化改革以挽救民族危机，最后失败，被囚禁在中南海瀛台，1908年逝世。

19世纪60年代以后，由于西方资本主义思想的传入和中国民族资产阶级的产生，在一些知识分子中间产生了早期资产阶级维新思想，代表人物有王韬、郑观应等。90年代，随着民族资产阶级的壮大，维新思潮有了近一步的发展，代表人物有康有为、梁启超等。甲午戰爭後，中国的士大夫阶层认识到学习西方制度的重要性。1895年，康梁发动各省举人联名公車上書，痛陈时局危矣，请求变法维新，这使变法维新从理论设想开始走向政治实践。
公车上书后，为争取更多士大夫和知识分子的支持和参与，康有为等人开始在北京、上海等地创办报刊、组织学会。1895年8月，正式在北京组织强学会；1895年10月，康有为离京南下，在南京会见了张之洞。在得到张之洞的支持下，创办了上海强学会，并于1896年1月创办《强学报》。但是，此时北京强学会和《中外纪闻》遭到朝廷封禁。紧接其后，《强学报》也被迫停刊，上海强学会无形解散。维新运动虽一时遭到挫折，但风气已开。8月，《时务报》在上海创刊。维新派通过开学会、办报刊的方式，轩杨维新变法，使更多的人能够关注政治。讨论时政、集会结社蔚然成风，维新变法的局面形成。
1897年德国强占胶澳地区（今属青岛市）康再次上书请求变法。1898年6月11日光緒帝亲临天安门，颁布《明定国是》诏书，标志着维新变法的开始。变法涉及政治、军事、经济、社会、文化教育各个方面，然而却触及了守舊派的利益，导致他们伺机破坏。袁世凯等人阴谋告密，出卖了光绪帝与维新派。9月21日，慈禧太后发动戊戌政变，将光緒帝囚禁在中南海瀛台，譚嗣同等多人被杀于北京菜市口。新法除保留中小学堂外其余全部被废除。由於維持103天就結束，被稱為「百日維新」。

### 义和团运动

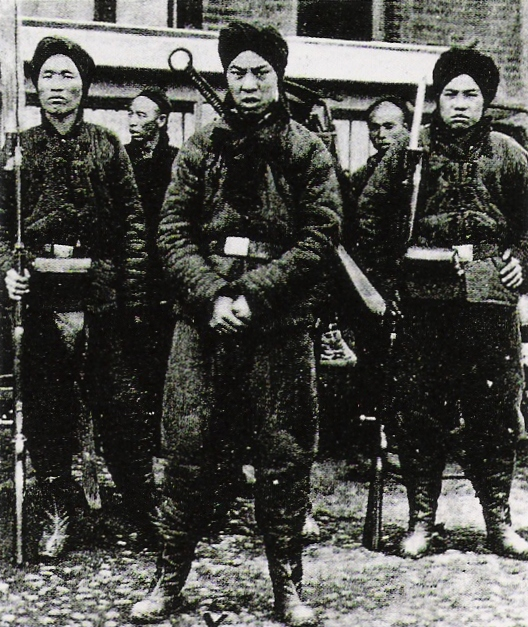
義和團團民

甲午战败后，在西方列强划分在华势力范围、华北频繁发生教案、天灾频仍、宫廷权力争斗激化的情况下，山东直隶农民、中国基督宗教教徒及传教士、清军三方之间的武装冲突。1900年春，一群信奉罗教系统秘密宗教，讲究拳术的人民，号称“义和团”，他们杀基督徒、焚毁教堂，迅速向北京蔓延；6月，义和团在清廷许可下进入北京，6月13日义和团与北京使馆区的德国卫队及北京城内的教徒开始发生冲突，义和团又进攻天津租界，最终引发八国联军远征。

### 庚子虏乱

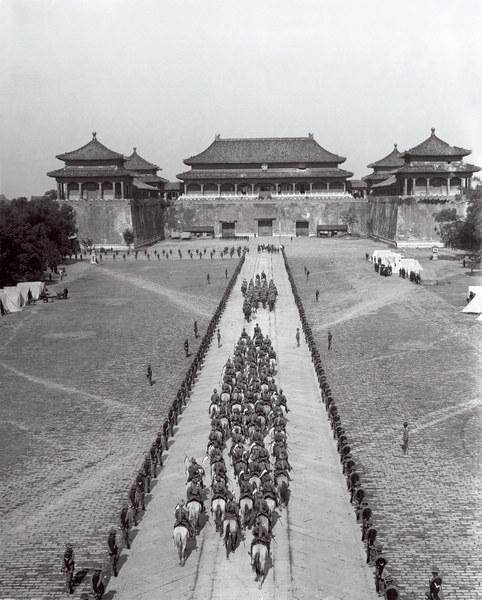
攻进北京的八国联军

1896年清廷為联合俄国牵制日本，李鸿章与俄国簽訂了《中俄密約》。後來密約泄露，西方列强纷纷到中国划分势力范围，并操控中国的财政大权。美國提出門戶開放政策以平衡列強在華勢力。
1900年5月31日，北京东交民巷外国使馆要求加强保护。英、俄、法、美、意、日六国从天津派水兵及海军陆战队349人登岸，乘火车于当晚抵北京。6月3日，德、奥派兵83人抵京。6月10日，北京使馆对外通讯断绝。各国驻天津领事及海军将领召开会议后，决定组成联军，由英国皇家海军中将西摩尔于次日乘火车前往北京。6月11日，日本驻清使馆书记杉山彬被刚调入京的清兵甘军所杀，开腹剖心。西摩尔率领之联军二千余人，从大沽出发，经天津向北京推进。团民拆毁天津到北京的铁路，又设下埋伏，在廊坊和杨村之间包围联军。数千团民及二千名清军（聂士成指挥之武卫前军）在廊坊袭击联军，联军死伤近四百人，只得就地防守。清廷将此役称为“廊坊大捷”。
6月14日，德国公使克林德率士兵出外寻衅，见拳民即毫不迟疑下令开枪，打死约20人。6月17日，大沽炮台陷落。此时，慈禧太后收到一则假造情报，云洋人出兵是为了逼她归政光绪帝；于是太后态度一百八十度转变，命载勋任步军统领九门提督，会刚毅、载漪、载濂、载澜等亲贵统领义和团。6月20日，德使克林德代表各国前往总理衙门要求保护，途中被清军虎神营士兵伏击杀死，酿成开战的导火线。21日，清廷以光绪帝的名义，向不列顛帝國、美利堅合眾國、法蘭西第三共和國、德意志帝國、意大利王國、日本明治時代、俄羅斯帝國、奧匈帝國、西班牙帝國、比利時王國、荷蘭王國等十一国同时宣战；同时，还悬赏捕杀洋人：“杀一洋人赏五十两、洋妇四十两、洋孩三十两”。义和团及官军（主要为荣禄手下之甘军）开始围攻使馆区。6月23日，联军自大沽登陆，解西摩尔之围。

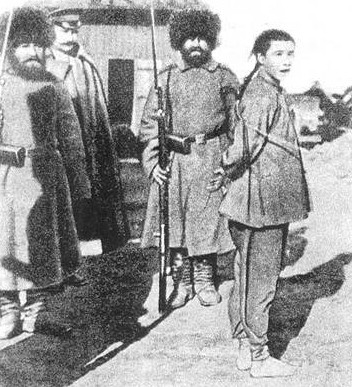
海兰泡惨案中，俄军绑缚中国人准备屠杀

6月25日，清廷当权派载漪、载勋、载濂、载滢等率拳民六十多人奔瀛台欲弑光绪帝，为慈禧太后所阻而未果。慈禧太后谕荣禄停攻使馆，并送蔬果食物等往使馆慰问。7月9日，聂士成于天津城南战死。14日，联军占领天津；直隶总督裕禄兵败自杀。7月15日，俄军于黑龙江海兰泡越境，悉数屠杀清民六千多人，史称海兰泡惨案。8月2日，联军集兵二万自天津沿运河两岸进发；4日进逼北京，尽管当时京津之间的清军及拳民合计有15万之多，但联军沿途并未遭遇强力抵抗。不过时值仲夏，气候炎热潮湿，加上沿途浓密的玉米地形成天然屏障，为联军进军增添了困难。

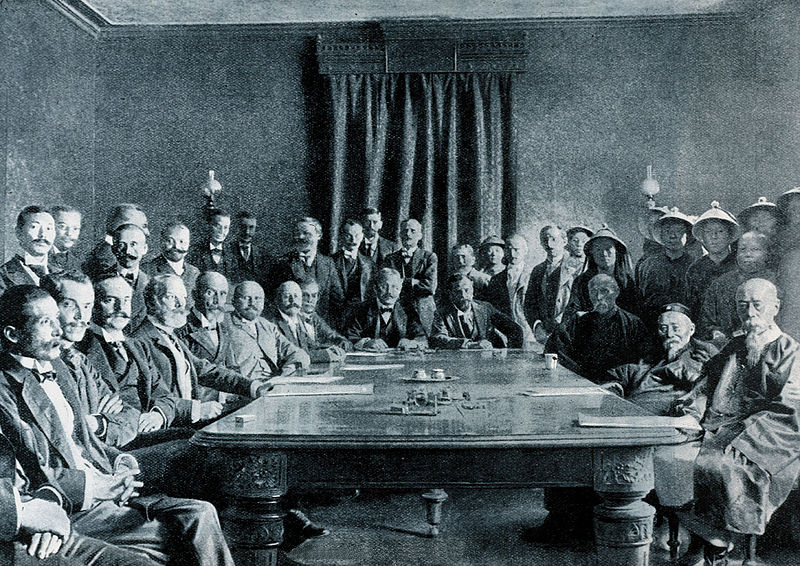
《辛丑条约》签定时的合影。条约對中國處以各樣懲罰性的條款。

8月14日凌晨，联军来到北京城外，发起总攻击，慈禧太后等人先逃至怀来县，又辗转逃亡至大同、太原，最后来到西安；在西安，太后以皇帝名义下罪己诏，召庆亲王奕劻和两广总督李鸿章与联军议和。此后联军陆续增兵至十万，由京津出兵，分攻山海关、保定、正定等地，甚至进入山西境内。同时，俄国单独调集步兵、骑兵十七万，分六路进占南满洲。1901年，奕劻、李鸿章等人与八国以及西班牙、比利时、荷兰等国簽訂《辛丑条約》，清朝賠款四亿五千万两白银，本息共计九亿八千万两白银，并以盐税、关税作为抵押列。列強派兵駐守北京到山海关一帶的铁路，割让东交民巷作为使馆区，并惩治“首祸诸臣”。标志着中國完全沦为半殖民地半封建社会。

## 清末时期

### 日俄战争

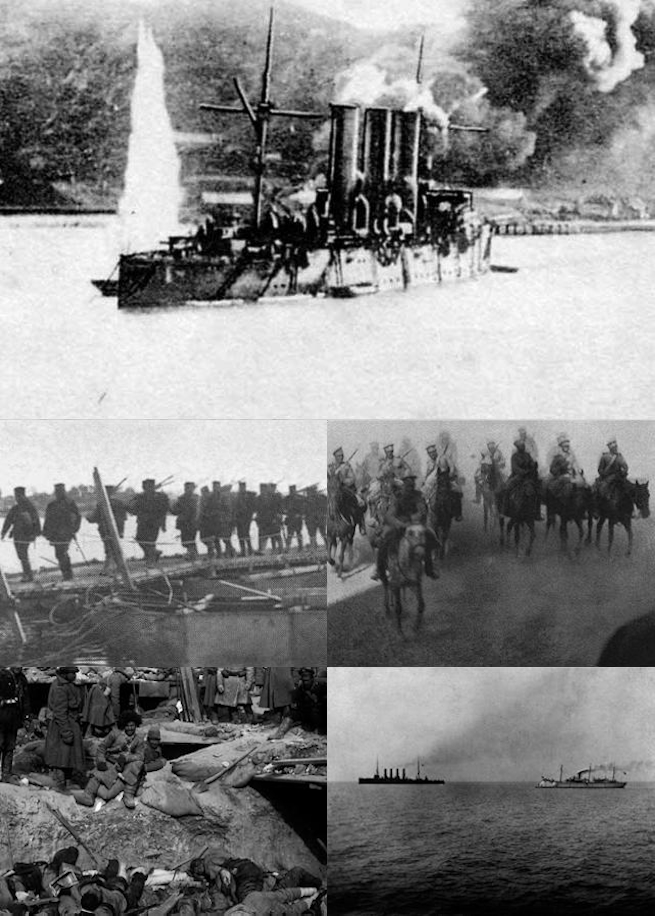
日俄战争

1904年2月8日到1905年9月5日，大日本帝國和俄羅斯帝國为争夺在朝鲜半岛和中国东北地区的影响力进行了一次帝国主义战争。日俄战争促成日本在东北亚取得军事优势，并取得在朝鲜、东北驻军的权利，令俄国于此的拓展受阻挠。日俄战争的陆上战场是清朝本土的东北地区，而清政府却被逼迫宣布中立，甚至为这场战争专门划出了一块交战区，日、俄两国都在战争时期肆意杀害被己方单方面认为是间谍的中国公民，激起了当时中国民众的强烈愤怒，鲁迅更指出他本人是由于看到日军残杀中国公民时国人的麻木感而弃医从文。
日俄战争最直接的后果是日本对南满（中国东北南部）的控制及稳固对朝鲜的统治。关东州租借地（旅顺、大连）以及东清铁路长春以南段（后来的南满铁路）均由日本控制，“关东军”在内满洲开始驻扎。日本成为近代第一个通过大规模战争打败欧洲白种人殖民者的黄种人国家，达成修改幕末以来不平等条约的目标。然而，《朴资茅斯条约》承认俄国在库页岛北部的权利，内容远低于一些日本民众期望，爆发了日比谷纵火事件。

### 东南互保
义和团运动中在清政府尚未向各国宣战时，湘军江忠源旧将两江总督刘坤一、湖广总督张之洞、两广总督李鸿章、铁路大臣盛宣怀（父亲盛康是湘军胡林翼的军需官）、山东巡抚袁世凯、闽浙总督许应骙（族叔许祥光曾与湘军江忠源一起镇压太平天国）等即商议如何保存东南各省的稳定，避免列强有借口入侵；同时密议盘算倘若北京失守而两宫不测，当由李鸿章作总统支撑局面。清政府向十一国宣战后，刘坤一、张之洞、李鸿章，和闽浙总督许应骙、四川总督奎俊、山东巡抚袁世凯，即和外国达成地方上的协议，称东南互保。他们称皇室诏令是义和团胁持下的“矫诏、乱命”，在东南各省违抗支持义和团的命令。

### 清末宪政

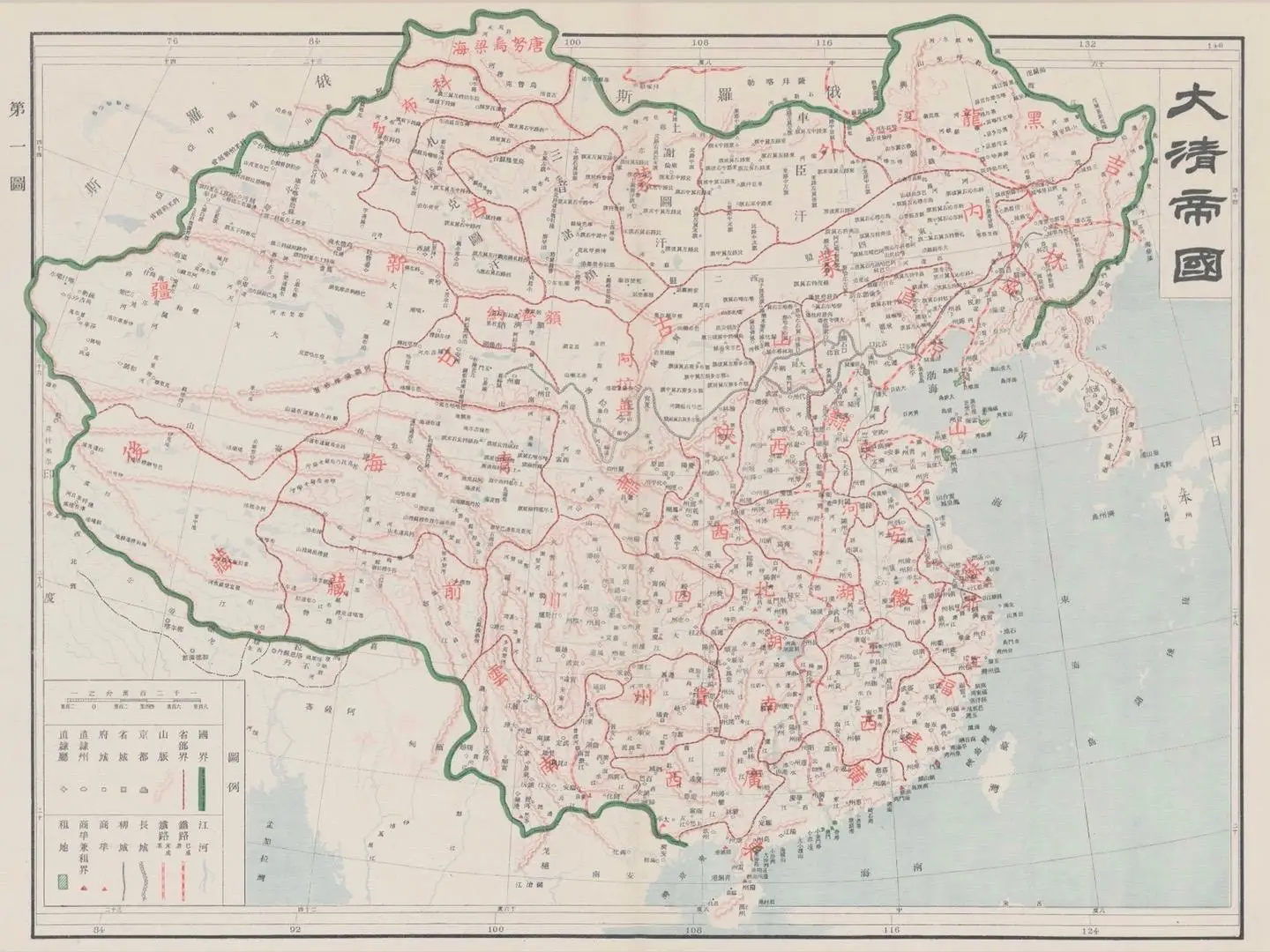
光绪三十一年（1905年）清朝官方全國地图

庚子之变后，清朝开始意识到危机的存在，开始实行改革。1901年4月，清廷成立督办政务处，就全面改革作整体规划，任荣禄、庆亲王及李鸿章为主管，张之洞及刘坤一为协同办理；张刘二人联名三次上奏《江楚会奏变法三折》，定出改革方向，学习日本，推行君主立宪制。
1906年，度支部颁布《清理财政明定办法六项》，负责统一各中央地方衙门收支、统筹外债借还、考核各省银号，以及规定对各省越时造报财政之惩处。在1905年9月2日，日俄战争结果促使直隶总督袁世凯、盛京将军赵尔巽、湖广总督张之洞、两江总督周馥、两广总督岑春煊及湖南巡抚端方六人上奏废科举，朝廷从议，废除了实行千余年的科举制度。
1908年8月，颁布《钦定宪法大纲》和《逐年筹备事宜清单》及“臣民权利义务”、“议院法要领”、“选举法要领”等三个附录，规定第二年即举行地方咨议局和中央资政院选举，计划以九年时间筹备宪法。整份宪法大纲有浓厚君权色彩，但亦基本上体现了三权分立的原则，并规定臣民有言论、著作、出版、集会、结社、拥有财产、选举和被选举议员等的权利。与此同时，清廷亦放宽了对报刊及政党的限制。11月15日，慈禧太后及光绪帝逝世。

### 东北鼠疫

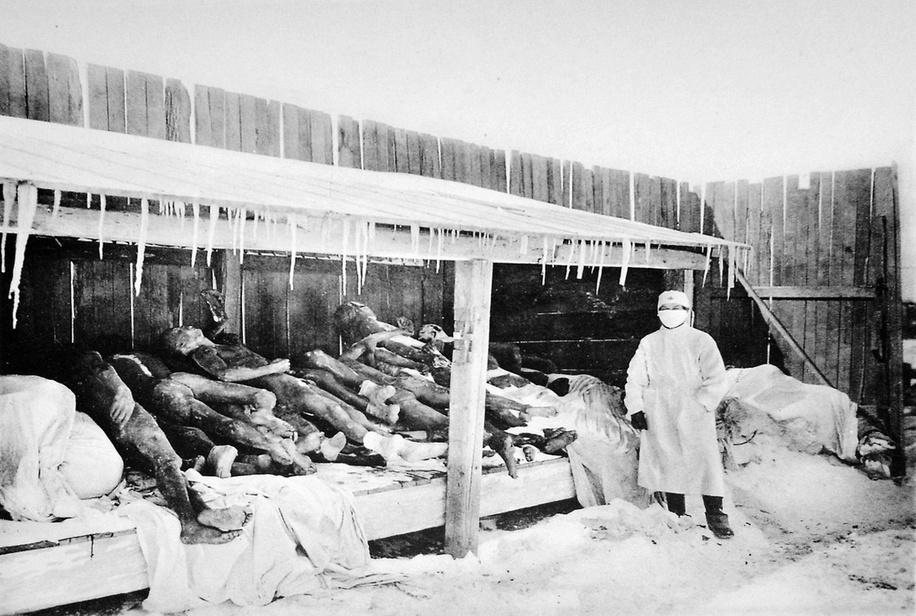
1910－1911年東北鼠疫的死者

1910年10月末，东北爆发鼠疫，波及69个县（大连、北京、天津、保定、旅顺、芝罘、济南等地先后都曾出现鼠疫患者），共死亡6万余人，除了造成大量人口死亡之外，还严重影响经济。在奉天出现了挤兑风潮。在铁岭、锦州、营口、安东等地，因交通阻断，市面缺货，大量商铺倒闭，商品价格疯涨。在哈尔滨，因货物减少，关税的征收受到影响。学校和工矿也纷纷停课和停产。

## 辛亥革命
孙文于1894年11月24日在檀香山首次组织兴中会。当时的革命主要组织有兴中会、共进会、文学社、华兴会、光复会、中国同盟会等。同盟会中还有丈夫团等小团体。兴中会主要在华南地区一带开展活动，光复会在江苏省，浙江省，上海一带开展活动，华兴会主要在湖南省开展活动，文学社在湖北开展活动，共进会在长江流域开展活动，而后来成立的同盟会是全国革命力量的一个松散同盟，同盟会会员还在各地建立了各种同盟会的外围组织。各革命组织的主要领导人有孙文、黄兴、宋教仁、蔡元培、赵声、章太炎、陶成章等。
1895年4月17日中日签订《马关条约》。10月，以香港为中心的兴中会策划第一次广州起义，但是事机泄漏，清政府展开大搜捕，“第一次广州起义”宣告失败。1900年，华北发生义和团运动，八国联军6月进攻北京，东南互保形成。谭嗣同的生前挚友、湖广总督张之洞的门生、唐才常在1900年初，于东亚同文会的支持下秘密组织了“正气会”，对外则托名“东文译社”，又在1900年3月改名为自立会，因他的激进派立场遂能同时号召维新派、清军士兵、革命党、以及兴汉会里的各会党人员。这支力量中军人方面由秦力山、吴禄贞等人领导，会党方面则由身为哥老会龙头的毕永年来联系，康有为与梁启超负责向海外华侨募集饷糈，用以接济义师。1900年7月26日，在上海愚园招开了中国议会，投票选出容闳为议长，严复为副议长，唐才常、汪康年、郑观应等十人为干事，决定以自立会为基础成立自立军，订在汉口、汉阳、安徽、江西、湖南等地同时起事，北上营救光绪皇帝，建立汉人执政的君主立宪国家。唐才常事前获得孙文兴中会的支援，收揽了孙文的部份人手如毕永年、林圭、秦力山、吴禄贞、与“哥老会”等，最后却没有得到康有为原先许诺的金钱资助。由于张之洞向清廷输诚，英国又放弃了支持起义从而促成张之洞独立的阴谋，致使事败，唐才常等12位起义领导人在汉口被捕，在武昌紫阳湖畔被斩首。自立军起义还未全面展开，便被张之洞彻底消灭，更使得兴中会来不及在广东发难响应。
1900年，孙文决定发动军事起义。6月，孙与郑士良、陈少白、杨衢云、英国退伍兵摩根（Rowland J. Mulkern）及日本人宫崎滔天、平山周、内田良平等从横滨抵达香港，但被英国当局拒绝入境。9月25日，孙在日本黑龙会帮助下，经马关赴台湾。会见日本民政长官之后，得到日本台湾总督府官员承诺支持在广东举事。孙于是在台北建立起义指挥中心。10月8日，孙命郑士良等人于惠州三洲田（今深圳市三洲田）发动起义，也称惠州起义、庚子革命、庚子首义、三洲田首义等。起义军在三多祝发展至2万人。10月19日，日本政局变化，伊藤博文第四次组阁，下令台湾总督府不得接济起义军。起义军因粮绝弹尽而解散，不久在清政府镇压下宣告失败，史坚如、山田良政[17]等被杀。孙被台湾日本当局送离境，回到日本。
1904年10月，华兴会黄兴联络湖南民间会党洪江会首领马福益，计划在农历十月初十日慈禧寿辰时在长沙发动萍浏醴起义，事泄遭清兵追捕，黄兴逃亡，马福益于1905年春在萍乡被俘，后在长沙被杀害。马被害之后，其门徒继续暗中联络，欲为马报仇。同时在1905年，华兴会与兴中会在东京合并为同盟会，继续策划反清起事。1906年春，同盟会派遣会员刘道一、蔡绍南等从日本回到湖南，联络洪江会，宣传同盟会纲领，确定了江西萍乡、湖南浏阳、醴陵三处同时发动起义，萍乡方面以安源煤矿矿工数千人为主力。12月初起义爆发，各路起义军遍布附近几县，在几天内占领麻石、文家市、上栗市等重要市镇，推举洪江会首领龚春台为起义军都督，发布《中华国民军起义檄文》。起义军声势浩大。清政府调集湘、赣、鄂及江宁（今南京）数万军队镇压，起义军失败，刘道一等死难，李燮和等逃亡。
1910年11月13日，孙文在马来半岛的槟榔屿，召集赵声、黄兴、胡汉民、邓泽如等同盟会重要骨干参加庇能会议。以之前用会党为主力在边区起义皆未能成功，革命陷入低潮，议决集同盟会精英，在广州起义，和清政府决一死战。1911年4月27日，赵声、黄兴等人在广州领导黄花岗起义。起义队伍与清军展开激烈巷战，最终因力量不敌而失败。后收殓到黄花岗七十二烈士合葬，由此建成黄花岗七十二烈士墓。此次起义中，牺牲起义军不止此数。牺牲者多为中国同盟会精英。
1911年，清廷为了控制保路运动，将部分湖北新军调往四川，使得武昌防守空虚。革命党人黄兴利用这个机会，打算在10月底发动一场起义。10月9日反清的革命计划被暴露，由革命党人组成的新军被逼提前起义。这就是“武昌起义”，也是中华民国国庆双十节的来源。这次起义迅速扩展到邻近的省会城市，并得到遍布全中国的革命党和立宪派的支持。到了11月底，22个行省中有15个宣布从清政府独立。当时在美国的孙中山从当地的报纸上得知起义成功的消息之后，开始在国外展开外交活动，取得了英国、法国和四国银行团对于革命党人的一定程度的支持，并且还从海外华人和美国的同情者间为这次革命筹集了资金。日本也秘密运送军火给革命党人占领的南京。12月25日，孙中山返回中国。12月29日，各省代表以16赞成票对1反对票推选孙中山出任中华民国临时大总统。1912年1月1日，孙中山在南京正式宣布中华民国成立，并任中华民国临时大总统[参4]。黎元洪当选为临时副总统，黄兴任陆军部长。此时，南京政府面临的问题是如何推翻北京的清朝政府，实现统一。

## 清帝退位
1911年10月27日，清朝任命已隐退的袁世凯为钦差大臣镇压革命。11月1日，袁世凯更进一步被授为清朝内阁总理大臣。11月2日之后，袁世凯指挥清军开始进攻革命军，并取得多次重大的军事胜利，使得革命党人不得不与袁世凯进行和谈。此时，国内外舆论对于袁世凯任大总统也表示了相当大的支持。即便是在革命党人中也有许多人认为袁世凯是迫使清帝退位及避免继续内战的不可或缺的人物。在这种情况下，1912年1月22日，孙中山公开表示如果袁世凯能使清帝退位并同意共和，就可以让袁世凯出任中华民国大总统一职。1912年2月12日，清朝的最后一位皇帝溥仪退位。1912年3月10日，袁世凯在北京宣誓就职中华民国第二任临时大总统。中华民国政府开始被以袁世凯为首的北洋军阀系统所掌握。
1917年，军阀张勋重新拥立溥仪登基，仅12天后就被镇压，史称张勋复辟，一般不视为清朝历史的延续。

### 引用
1. ↑  《金国汗攻卢龙誓师安民谕》：其恨一也。·癸巳年，南关、北关、乌剌、蒙古等九部会兵攻我，南朝休戚不关，袖手坐视，仰庇皇天，大败诸部，后我国复仇，攻破南关，迁入内地，赘南关吾儿忽答(吴尔古代)为婿，南朝责我擅伐，逼令送回，我即遵依上命，复置故地。后北关攻南关，大肆掳掠，然我国与北关同是外番，事一处异，何以怀服?”
2. 1 2  《後金檄萬歷皇帝文》“朕雖屢獲天佑，誌氣未驕，在人上不敢分毫生事。公正之人，爾南朝偏護邊外他國，要殺之，方昭告皇天而起兵，不想天怪南朝而佑我，于是南朝又說我何敢舉兵抗拒。”收錄《清入關前史料選輯》第一輯 第295頁，潘潔、孫方明、李鴻彬編， 人民文學出版
3. 1 2  “咨報奴酋移書聲嚇，僭號後金國汗，建元天命，斥中國為南朝，黃衣稱朕，意甚恣” 潘潔、孫方明、李鴻彬編，《清入關前史料選輯》第一輯第74頁 北京:人民文學出版
4. ↑  姜公韜. . . : 第76–82頁.
5. ↑  《清史稿·太祖本纪》：乙未夏六月，征辉发，取多壁城，斩其城主。
6. ↑  《清史稿，太祖本纪》：祖太祖既归，有甲十三。五城族人龙敦等忌之，以畏明为辞，屡谋侵害，遣人中夜狙击，侍卫帕海死焉。额亦都、安费扬古备御甚谨，尝夜获一人，太祖曰：“纵之，毋植怨也。”使人愬于明曰：“我先人何罪而歼于兵？”明人归其丧。又曰：“尼堪外兰，吾仇也，原得而执之。”明人不许。会萨尔虎城主诺米纳、嘉木瑚城主噶哈善哈思虎、沾河城主常书率其属来归，太祖与之盟，并妻以女，于是有用兵之志焉。是岁癸未，明万历十一年也，太祖年二十五。
7. ↑  致遼撫趙楫、總兵李成梁書：“我奴兒哈赤收管我建州國之人，看守朝廷九百五十余里邊疆” 黃彰健《奴兒哈赤所建國號考》臺灣文海出版社《清史論叢》第一輯
8. ↑  《明實錄·神宗實錄》萬歷三十四年六月壬子條：“廷議以朝鮮為藩籬屬國，海建乃款市貢夷，均受國恩，各宜自守。”《明神宗實錄》卷三十四。臺灣中央研究院歷史語言研究所校印，1962年。註：所謂“海建”，即海西女真和建州女真，明廷認為海、建的地位不能等同於“藩籬屬國”朝鮮，他們是朝廷邊遠地區羈縻衛所。
9. ↑  《清史稿·太祖本纪》：天命元年丙辰春正月壬申朔，上即位，建元天命，定国号曰金。诸贝勒大臣上尊号曰覆育列国英明皇帝。
10. ↑  《清史稿·太祖本纪》：三月壬子，上大举攻明沈阳，以舟载攻具，自浑河下。沈阳守御甚备，环濠植签，我军拔签猛进，明军殊死战，阵斩总兵贺世贤以下。乙卯，入沈阳。复败其援军总兵陈策等于浑河，败总兵李秉诚于白塔铺，援军尽走。庚申，乘胜趋辽阳。袁应泰引水注濠，环城列砲，督军出战，不支而退，守城楼。壬戌，我右翼军毁闸，左翼军毁桥，右翼傅西城升陴，左翼闻之，毕登。明军犹列炬巷战，达旦皆溃，袁应泰自焚死，御史张铨被执，不屈死。癸亥，入辽阳。辽人具乘舆鼓乐迎上，夹道呼万岁。命皇子德格类徇辽以南，所至迎降，兵宿城上，不入民舍。
11. ↑  《滿文老檔》金致書明軍守將：“我汗公正，蒙天眷佑，其南京、北京、汴京，原非一人獨據之地，乃諸申、漢人輪換居住之地也。天命七年四月十七日”，378頁。中華書局1990年版。中國第一歷史檔案館、中國社會科學院歷史所譯註
12. ↑  《清史稿·太祖本纪》：十一年丙寅春正月戊午，上起兵伐明宁远。至右屯，守将遁，收其积穀。至锦州，戍将俱先遁。丁卯，至宁远。宁前道袁崇焕偕总兵满桂、副将祖大寿婴城固守。天寒土冻，凿城不隳，城上放西洋砲，颇伤士卒，乃罢攻。遣武讷格将蒙古兵攻觉华岛，夺舟二千，尽焚其军储，班师。
13. ↑  . 凤凰网.   [2015-01-09]. （原始内容存档于2015-01-09） （中文）.
14. ↑  曹树基，《中国人口史——第五卷清时期》：“剿洗，玉石难分，老幼死于锋镝，妇子悉为俘囚，白骨遍野，民无噍类”。复旦大学出版社2001年5月第一版，第43页
15. ↑  吉林大学《明清两朝的禁书与思想专制》，2009年4月
16. ↑  郭廷以：《近代中國史綱》，香港：中文大學出版社，1979年
17. ↑  中共南京市委. 党史工作办公室; 中共南京市委宣传部. . 南京出版社. 1997: 70  [2021-08-18]. ISBN 978-7-80614-356-8. （原始内容存档于2021-09-01） （中文）.
18. ↑  . 广西少数民族古籍丛书. 广西人民出版社. 1993: 319  [2021-08-18]. ISBN 978-7-219-02581-9. （原始内容存档于2021-09-01） （中文）.
19. ↑  . "公民世纪"书系. 中国社会出版社. 2005: 226  [2021-08-18]. ISBN 978-7-5087-0716-7. （原始内容存档于2021-09-01） （中文）.
20. ↑  . 中国历史大事编年. 北京出版社. 1987: 576  [2021-08-18]. ISBN 978-7-200-00180-8. （原始内容存档于2021-09-01） （中文）. |issue=被忽略 (帮助)
21. ↑  中共南京市委. 党史工作办公室; 中共南京市委宣传部. . 南京出版社. 1997: 70-71  [2021-08-18]. ISBN 978-7-80614-356-8. （原始内容存档于2021-09-01） （中文）.
22. 1 2  李文海等 1994，第98-99頁.
23. ↑  康沛竹. . 北京大学出版社. 2002: 126–  [2020-06-23]. （原始内容存档于2020-06-06）.
24. ↑  行龙，杨念群. . 社会科学文献出版社. 2006: 194–  [2020-06-23]. （原始内容存档于2020-06-06）.
25. ↑  . 澳门特别行政区政府文化局.   [2020-06-23]. （原始内容存档于2020-06-06）.
26. ↑  . 中国人民大学书报资料社. 1981: 78–  [2020-06-23]. （原始内容存档于2020-06-06）.
27. ↑  曾国荃：《请饬拔西征军饷疏》，《曾忠襄公奏议》卷五、页三十三。
28. ↑  （清）曾国荃. . 2008年9月1日: 180–  [2020年6月23日]. （原始内容存档于2020年6月6日）.
29. ↑  . The New York Times. June 27, 1876  [2020-07-14]. （原始内容存档于2020-06-06）.
30. ↑   (PDF). core.ac.uk. 2014-03-13  [2020-07-14]. （原始内容存档 (PDF)于2020-06-17）.
31. ↑  . cnki.com.cn. 2017-01-11  [2020-07-14]. （原始内容存档于2020-06-06）.
32. ↑  Edgerton-Tarpley, Kathryn, "Pictures to Draw Tears from Iron"  (PDF).   [2013-12-25]. （原始内容 (PDF)存档于2016-05-18）.
33. ↑  李文海等 1994，第98頁.
34. ↑  . 人民日报. 2011-09-30  [2020-06-23]. （原始内容存档于2020-06-09）.
35. ↑  . 中国新闻网. 2011年7月14日  [2020年6月23日]. （原始内容存档于2020年9月28日）.
36. 1 2  . 中国人民大学清史研究所. 2015-01-08  [2020-06-23]. （原始内容存档于2020-06-25）.
37. ↑  Peter Hough. . Routledge. 2014: 198–  [2020-06-23]. （原始内容存档于2020-06-17）.
38. ↑  . 黃河水利出版社. 2001: 8–  [2020-06-23]. （原始内容存档于2021-01-09）.
39. ↑  水电部黄河水利委员会黄河志总编辑室. . 1986  [2020-06-23]. （原始内容存档于2021-01-09）.
40. ↑  . 中国纪检监察报. 2019-11-01  [2020-06-23]. （原始内容存档于2020-08-08）.
41. ↑  . 中国日报. 2019-09-18  [2020-06-23]. （原始内容存档于2021-01-09）.
42. ↑  Trumbull White. . P. W. Ziegler & Company. 1895年: 583頁  [2020-03-18]. （原始内容存档于2021-08-09）.
43. ↑  开卷深读 |110年前肆虐东北的鼠疫，是如何被消灭的 （页面存档备份，存于）.上觀新聞.
44. ↑  . 觀察者網.   [2020-07-17]. （原始内容存档于2020-06-16）.
45. ↑  1910—1911年的东北大鼠疫及朝野应对措施 （页面存档备份，存于）.中国人民大学清史研究所（近代史研究）.
46. ↑  百年傳承　走出活路─中華民國外交史料特展- 臺灣光復 （页面存档备份，存于），國立故宮博物院
47. ↑  孫中山著、葉匡政編：《孫中山非常言：論道1896－1925》，北京：人民日報出版社，2011年4月第1版
48. ↑  中国义和团运动研究会 (编). . 四川省社会科学院出版社. 1987年: 第288页  [2016-08-23]. ISBN 9787805240374. （原始内容存档于2014-06-28）.